# Liste der Kulturdenkmale in Bischofswerda

Stadtwappen

In der Liste der Kulturdenkmale in Bischofswerda sind die Kulturdenkmale der sächsischen Stadt Bischofswerda verzeichnet, die bis September 2024 vom Landesamt für Denkmalpflege Sachsen erfasst wurden (ohne archäologische Kulturdenkmale). Die Anmerkungen sind zu beachten.
Diese Aufzählung ist eine Teilmenge der Liste der Kulturdenkmale im Landkreis Bautzen.

## Aufteilung
Wegen der großen Anzahl von Kulturdenkmalen in Bischofswerda sind die Kulturdenkmale in den Ortsteilen in Teillisten aufgeführt.
| Kulturdenkmale in Bischofswerda-… |
| --------------------------------- |
| Belmsdorf                         |
| Geißmannsdorf                     |
| Goldbach                          |
| Groß- und Kleindrebnitz           |
| Schönbrunn                        |
| Weickersdorf                      |

## Liste der Kulturdenkmale in Bischofswerda
| Bild                                    | Bezeichnung | Lage                                                                       | Datierung | Beschreibung | ID       |
| --------------------------------------- | --- | -------------------------------------------------------------------------- | --- | --- | -------- |
|                                         | Denkmalschutzgebiet Altstadt Bischofswerda (Vorschlag) | (Karte)                                                                    | | Denkmalschutzgebiet Altstadt Bischofswerda | 09288511 |
|                                         | Wesenitz-Ufereinfassung aus Bruchstein | (an der Wesenitz) (Karte)                                                  | 19. Jahrhundert | Baugeschichtlich und städtebaulich von Bedeutung | 09288454 |
|                                         | Büste Friedrich August I. („der Gerechte“) auf dem Marktplatz | Altmarkt (Karte)                                                           | 1818 | Künstlerisch und ortsgeschichtlich von Bedeutung. Die vergoldete, ca. 1,08 m hohe vergoldete Büste wurde 1818 auf dem Marktplatz aufgestellt, nachdem König Friedrich August I. die kriegszerstörte Stadt beim Wiederaufbau finanziell unterstützt hatte. 1945 abgebaut, 2007 nach der Restaurierung wieder aufgestellt. | 09301450 |
|                                         | Rechteckiges Granitbecken mit Stadtwappen (Pferdetränke) | Altmarkt (Karte)                                                           | Bezeichnet mit 1828 | Ortsgeschichtlich von Bedeutung | 09289191 |
| Weitere Bilder                          | Marktbrunnen (Paradiesbrunnen) | Altmarkt (Karte)                                                           | Bezeichnet mit 1914 | Polygonales Becken mit Adam und Eva, künstlerisch und ortsgeschichtlich von Bedeutung. Der Brunnen wurde geschaffen anlässlich der 100. Wiederkehr des Jahres, in dem der große Stadtbrand Bischofswerda innerhalb der Ringmauer in Schutt und Asche legte. Der mit der Ausführung beauftragte Bildhauer Köppl erkrankte und verstarb während der Arbeiten. Ein Mitarbeiter, der Bildhauer Polte, beendete dessen Werk, so dass der Brunnen mit einem Jahr Verspätung am 7. November 1914 eingeweiht wurde. | 09285888 |
| Weitere Bilder                          | Rathaus in geschlossener Bebauung | Altmarkt 1 (Karte)                                                         | Nach 1813 | Putzbau mit Walmdach und Glockentürmchen, vorgelagerte Freitreppe, baugeschichtlich und ortsgeschichtlich von Bedeutung. Dreigeschossiges Eckhaus, mit allen Bauteilen. Von Gottlob Friedrich Thormeyer in klassizistischem Stil erbaut, Bauteile eines 1763 abgebrochenen Vorgängerbaus (1549) miteinbezogen. Gedenkplatte für Widerstandskämpfer 1933, bezeichnet mit 1958, saniert. | 09285865 |
|                                         | Wohnhaus in geschlossener Bebauung und Ecklage | Altmarkt 2a (Kamenzer Straße 2a) (Karte)                                   | Nach 1813 | Baugeschichtlich und städtebaulich von Bedeutung, Eckhaus, mit hinterem Anbau an Kamenzer Straße, Teilneubau, Läden mit Korbbogenfenstern, im zweiten Obergeschoss Korbbogenfenster, Walmdach, saniert | 09285866 |
|                                         | Wohnhaus in geschlossener Bebauung, mit Gaststätte (Hofkonditorei) | Altmarkt 3 (Karte)                                                         | Nach 1813 | Baugeschichtlich und städtebaulich von Bedeutung, nur noch Fassade und Erdgeschossdecke, zwei Obergeschosse, Konsolgesims, saniert | 09285867 |
|                                         | Wohnhaus mit Laden in geschlossener Bebauung | Altmarkt 4 (Karte)                                                         | Nach 1813 | Baugeschichtlich und städtebaulich von Bedeutung, Teilneubau, zwei Obergeschosse, Hauptgesims Konsolfries, saniert | 09285868 |
|                                         | Wohnhaus in geschlossener Bebauung sowie Einfriedungsmauer entlang des Rumpeltgäßchens | Altmarkt 5 (Karte)                                                         | Nach 1813 | Baugeschichtlich und städtebaulich von Bedeutung, originale Ladenfront, Gesims, reich verzierte Gewände, Mauer Bruchstein, Granit, Feldstein | 09285870 |
|                                         | Wohnhaus mit Laden (originale Front) in geschlossener Bebauung | Altmarkt 6 (Karte)                                                         | Nach 1813, Kern älter | Baugeschichtlich und städtebaulich von Bedeutung, Haus mit Knick in der Fassade, zwei Obergeschosse, Fenster mit Bedachungen und Konsolen, Ziergiebel, seitlich rundbogiger Eingang, saniert | 09285871 |
|                                         | Wohnhaus in geschlossener Bebauung | Altmarkt 7 (Karte)                                                         | Nach 1813, Kern älter | Baugeschichtlich und städtebaulich von Bedeutung, Laden, Mansarddach mit Giebel und zwei flankierenden Dachfenstern, Putz- und Stuckschmuck, seitlich rundbogiger Eingang, Ziergiebel | 09285872 |
|                                         | Wohnhaus mit Laden (originale Art-déco-Front), in geschlossener Bebauung und Ecklage | Altmarkt 8 (Karte)                                                         | Nach 1813, Kern älter | Baugeschichtlich und städtebaulich von Bedeutung, Portal an Kirchstraße, sehr schönes Mansarddach, saniert | 09285873 |
|                                         | Wohnhaus in Ecklage | Altmarkt 9 (Karte)                                                         | Nach 1813, Kern älter | Baugeschichtlich und städtebaulich von Bedeutung, nachträglicher Laden, abgeschrägte Ecke mit Balkon, Fledermausgaupe, saniert | 09285874 |
|                                         | Wohnhaus in geschlossener Bebauung | Altmarkt 10 (Karte)                                                        | Nach 1813 | Baugeschichtlich und städtebaulich von Bedeutung, nachträglicher Ladeneinbau, Satteldach | 09285875 |
|                                         | Wohnhaus in geschlossener Bebauung und Ecklage | Altmarkt 11 (Karte)                                                        | Nach 1813 | Baugeschichtlich und städtebaulich von Bedeutung, Walmdach, zwei Fledermausgaupen, nachträgliche Ladeneinbauten | 09285876 |
|                                         | Wohnhaus in geschlossener Bebauung | Altmarkt 13 (Karte)                                                        | Nach 1813 | Baugeschichtlich und städtebaulich von Bedeutung, nachträglicher Ladeneinbau, Korbbogenportal. Im ersten Obergeschoss Sohlbänke von Konsolen getragen, Fensterbedachungen, verzierte Fenstergewände, saniert. | 09285878 |
| Weitere Bilder                          | Wohnhaus mit Apotheke in geschlossener Bebauung (Stadt-Apotheke) | Altmarkt 14 (Karte)                                                        | Nach 1813 | Baugeschichtlich und städtebaulich von Bedeutung. Konsolgesims. Betonte Mitte durch Putzquaderungen. Rechts und links im Erdgeschoss Korbbogenportale. Dachausbauten mit rundbogigem Giebel, Gitter über beiden Eingangstüren, rundbogige Dachgaupe, Fenstergewände und Gaupen verziert. | 09285879 |
|                                         | Wohnhaus in geschlossener Bebauung | Altmarkt 15 (Karte)                                                        | Nach 1813 | Klinker, baugeschichtlich und städtebaulich von Bedeutung, Betongewände, reich dekorierte grüne Betongewände, Mansarddach mit zwei doppelten Dachfenstern, gesprengter Giebel, Korbbogenportal, geglättetes Erdgeschoss, Sockelgeschoss Putzfassade, saniert | 09285880 |
|                                         | Wohnhaus mit Laden (originale Front) in geschlossener Bebauung, Ecklage | Altmarkt 16 (Karte)                                                        | Nach 1813 | Baugeschichtlich und städtebaulich von Bedeutung, abgeschrägte Ecke, nach rechts Walmdach | 09285881 |
|                                         | Wohnhaus in geschlossener Bebauung | Altmarkt 17 (Karte)                                                        | Nach 1813 | Baugeschichtlich und städtebaulich von Bedeutung. Eckhaus, dazu Flügel an der Bahnhofstraße, mit Laden (originale Front) und Gaststätte, saniert. Abgeschrägte Ecke, Mansarddach. Die einst am Haus befindliche Gedenkplatte für KZ-Häftlinge aus Schwarzheide ist umgesetzt worden. Adresse jetzt: Neustädter Straße 12. | 09285882 |
|                                         | Wohnhaus mit Laden in geschlossener Bebauung | Altmarkt 18 (Karte)                                                        | Nach 1813 | Baugeschichtlich und städtebaulich von Bedeutung, Korbbogenportal mit Schlussstein und originaler Haustür Satteldach, Konsolfries | 09285883 |
|                                         | Wohnhaus in geschlossener Bebauung | Altmarkt 19 (Karte)                                                        | Nach 1813 | Baugeschichtlich und städtebaulich von Bedeutung, Korbbogenfensteröffnungen, Korbbogenportal mit Schlussstein, Satteldach mit zwei Dachfenstern | 09285884 |
|                                         | Wohnhaus mit Laden (originale Front) in geschlossener Bebauung | Altmarkt 20 (Karte)                                                        | Um 1900, Kern älter | Baugeschichtlich und städtebaulich von Bedeutung, Korbbogenportal, Stuckornamente um Fensteröffnungen | 09285885 |
|                                         | Wohnhaus mit Laden (originale Front) in geschlossener Bebauung und Ecklage | Altmarkt 21 (Karte)                                                        | 1. Hälfte 19. Jahrhundert | Baugeschichtlich und städtebaulich von Bedeutung | 09285756 |
|                                         | Wohnhaus mit Laden (originale Front) in geschlossener Bebauung und Ecklage | Altmarkt 22 (Karte)                                                        | Um 1850, Kern älter | Baugeschichtlich und städtebaulich von Bedeutung, im Dach aufgestockt, Schleppgaupe, Haus mit Knick „Am Hof“, Walmdach zum „Am Hof“, Kunststofffenster | 09285773 |
|                                         | Wohnhaus in geschlossener Bebauung, mit Gaststätte | Altmarkt 23 (Karte)                                                        | Bezeichnet mit 1813 | Baugeschichtlich und städtebaulich von Bedeutung, bezeichnet im Korbbogenportal, Bau mit Konsolgesims, Satteldach | 09285886 |
|                                         | Wohnhaus mit Laden (originale Front) in geschlossener Bebauung | Altmarkt 24 (Karte)                                                        | Nach 1813 | Baugeschichtlich und städtebaulich von Bedeutung, Korbbogenportal und zwei Korbbogenfensteröffnungen im Erdgeschoss, Satteldach | 09285887 |
|                                         | Gasthof in Ecklage, mit allen Gebäudeteilen (Goldener Engel) | Altmarkt 25 (Karte)                                                        | 1830er Jahre, teils barock und älter | Baugeschichtlich und ortsgeschichtlich von Bedeutung, einfache Erdgeschoss-Türen | 09285848 |
|                                         | Ehemaliger Gasthof in Ecklage, mit allen Gebäudeteilen (Goldene Sonne) | Altmarkt 26 (Karte)                                                        | 1830er Jahre, Kern barock und älter | Baugeschichtlich und ortsgeschichtlich von Bedeutung. Seitlich Korbbogenportal (Hofeinfahrt) mit originalen Türblättern. Entwurf der Fassade wahrscheinlich Thormeyer, Putzspiegel, Gesimse, Reliefs im Drempelgeschoss. Erdgeschoss-Halle. Flügel entlang der Dresdner Straße innen große Bogenstellungen (Arkaden), davor Mauer aus Sandsteinblöcken, zum Teil verputzt, Tonnengewölbe, an Ecke goldene Sonne, nur Fassade erhalten, sonst Neubau. | 09285847 |
|                                         | Wohnhaus mit Laden (originale Front) in geschlossener Bebauung | Altmarkt 27 (Karte)                                                        | Nach 1813 | Baugeschichtlich und städtebaulich von Bedeutung, abgeschlepptes Dach, Korbbogenfenster, ein Obergeschoss | 09285859 |
|                                         | Wohnhaus mit Laden in geschlossener Bebauung und hofseitiger Treppenhausanbau | Altmarkt 28 (Karte)                                                        | Nach 1813 | Baugeschichtlich und städtebaulich von Bedeutung. Betongewände, im Obergeschoss kleiner Balkon, verschiedene Fensterbedachungen, Konsolgesims, Mansarddach mit Mansardfenstern, Erdgeschoss Laden 1920er Jahre, Hofeinfahrt Sandsteinquader-Korbbogen, Gewändeverzierungen. Rückseitiger Treppenhausanbau: halbrund auskragend, mit sehr schöner originaler gusseiserner Wendeltreppe, historischem schmiedeeisernem Geländer und Fußböden mit originalen Fliesen. | 09285860 |
|                                         | Wohnhaus mit Laden (originale Front) in nach rechts geschlossener Bebauung (Reste-Jäger) | Altmarkt 29 (Karte)                                                        | Nach 1813 | Fassade mit Putzornament der 1960er Jahre, mit Laden mit originaler Front, baugeschichtlich und städtebaulich von Bedeutung, Putzreliefs und Putzfigur an Fassade aus 1950er Jahren, teils abgewalmtes Dach, Schleppe am Dach, saniert | 09285862 |
|                                         | Wohnhaus in geschlossener Bebauung, jetzt Hotel | Altmarkt 30 (Karte)                                                        | nach 1813 | Baugeschichtlich und städtebaulich von Bedeutung, Korbbogen-Fensteröffnungen, Evabrunnen | 09285863 |
|                                         | Wohnhaus mit Laden in geschlossener Bebauung | Altmarkt 31 (Karte)                                                        | Nach 1813 | Baugeschichtlich und städtebaulich von Bedeutung, ein Obergeschoss, zwei korbbogige Fensteröffnungen des Ladens, Korbbogenportal mit Schlussstein, saniert | 09285864 |
| Direkt Bild zu diesem Denkmal hochladen | Wohnhaus in halboffener Bebauung | Am Hof 2 (Karte)                                                           | Anfang 19. Jahrhundert | Baugeschichtlich von Bedeutung, Korbbogenportal, saniert | 09285774 |
|                                         | Wohnhaus in geschlossener Bebauung | Am Hof 7 (Karte)                                                           | 1. Hälfte 19. Jahrhundert | Baugeschichtlich von Bedeutung, saniert | 09285767 |
|                                         | Wohnhaus in geschlossener Bebauung | Am Hof 8 (Karte)                                                           | 1. Hälfte 19. Jahrhundert | Baugeschichtlich und städtebaulich von Bedeutung, Erdgeschoss Bruchsteinmauerwerk, Korbbogenportal, originale Haustür, saniert | 09285858 |
|                                         | Wohnhaus in geschlossener Bebauung | Am Hof 10 (Karte)                                                          | Anfang 19. Jahrhundert | Baugeschichtlich von Bedeutung, Korbbogenportal | 09285779 |
|                                         | Wohnhaus in geschlossener Bebauung | Am Hof 11 (Karte)                                                          | Bezeichnet mit 1813 | Baugeschichtlich von Bedeutung | 09285782 |
|                                         | Wohnhaus in geschlossener Bebauung | Am Hof 12 (Karte)                                                          | Anfang 19. Jahrhundert | Baugeschichtlich von Bedeutung, Korbbogenportal | 09285778 |
|                                         | Wohnhaus in geschlossener Bebauung | Am Hof 13 (Karte)                                                          | Anfang 19. Jahrhundert | Baugeschichtlich von Bedeutung, Korbbogenportal | 09285781 |
|                                         | Wohnhaus | Am Hof 14 (Karte)                                                          | 1. Hälfte 19. Jahrhundert | Obergeschoss Fachwerk verbrettert, baugeschichtlich von Bedeutung, Korbbogenportal mit Schlussstein, Krüppelwalm, saniert | 09285857 |
| Weitere Bilder                          | Wohnhaus mit Turm der Fronfeste in geschlossener Bebauung | Am Hof 21 (Karte)                                                          | Um 1800 | Bau- und stadtentwicklungsgeschichtlich von Bedeutung, mit verwitterter Inschrift über Eingang (Spruchband), Walmdach | 09285784 |
|                                         | Parkanlage Lutherpark mit Wegeführung, historischem Baumbestand, Steinbank mit Inschrift, Luthereiche, Lutherstein und Gedenkstein für den Stadtbrand 1813 | Am Lutherpark (Karte)                                                      | 19. Jahrhundert | Ortsgeschichtlich, städtebaulich und gartengeschichtlich von Bedeutung, 7. Juni 1815, Gedenkstein mit Inschrift 1813, 1913. | 09288467 |
| Weitere Bilder                          | Wohnhaus in geschlossener Bebauung | Am Lutherpark 2 (Karte)                                                    | 1. Hälfte 19. Jh. | Baugeschichtlich von Bedeutung, Korbbogenportal Granit, Putznutung, Kanonenkugel | 09285951 |
| Weitere Bilder                          | Stadtmauer Am Mühlteich | Am Mühlteich (Karte)                                                       | um 1286 | Einzeldenkmal der Sachgesamtheit Stadtbefestigung (siehe auch Sachgesamtheitsdokument Obj. 09301453); ortsgeschichtlich und städtebaulich von Bedeutung | 09285741 |
|                                         | Villa mit Einfriedung | Am Mühlteich 4 (Karte)                                                     | 1890er Jahre | Baugeschichtlich von Bedeutung. Seitlich verglaste Veranden, farbige Bleiglasfenster, gelber Klinker mit Sandsteindekoration und -gliederungselementen, Zierfachwerk unter Dachüberstand, Zaun teilweise original, saniert, Fenster, original nachgebaut. | 09285740 |
| Weitere Bilder                          | Sachgesamtheit Mühlteich mit Entenhäuschen und Gartenpavillon (Sachgesamtheitsteile) und Schillerpark mit älterem Baumbestand (Gartendenkmal) | Am Schillerplatz (Karte)                                                   | 1. Hälfte 20. Jahrhundert | Städtebaulich, gartengeschichtlich und ortsbildprägend von Bedeutung. | 09288469 |
|                                         | Villa, mit seitlich vorgewölbter geschlossener Veranda | Am Schillerplatz 1 (Karte)                                                 | Um 1900 | Baugeschichtlich und städtebaulich von Bedeutung, originale Fenster und Putzprofile, Fensterbedachungen | 09285702 |
|                                         | Villa mit Einfriedung | Am Schillerplatz 2 (Karte)                                                 | Um 1900 | Baugeschichtlich und städtebaulich von Bedeutung, verwinkelter Bau, Sandsteingewände und Granitsockel, originale Fenster, Giebel verschiefert, ohne Anbau | 09285703 |
|                                         | Mietshaus in geschlossener Bebauung | Am Schillerplatz 4 (Karte)                                                 | Um 1900 | Baugeschichtlich und städtebaulich von Bedeutung. Rundbogige Fenster im Erdgeschoss, erstes und zweites Obergeschoss sowie Dachgeschoss Vorhangbogenfenster, Sandsteinfenstergewände, originale Haustüren, großer gemauerter und verputzter Giebel, Fassade aufgemauert durch eine Lage Steine, originale Fenster, gestaltet wie Nummer 5 und 6, saniert, Schieferdeckung. | 09285735 |
|                                         | Mietshaus in geschlossener Bebauung | Am Schillerplatz 5 (Karte)                                                 | Um 1900 | Baugeschichtlich und städtebaulich von Bedeutung, Gestaltung wie Nummer 4 und 6, saniert, Haustür und Fenster original | 09285737 |
|                                         | Mietshaus in geschlossener Bebauung | Am Schillerplatz 6 (Karte)                                                 | Um 1900 | Baugeschichtlich und städtebaulich von Bedeutung, Gestaltung wie Nummer 4 und 5, saniert, Kunststofffenster, Schieferdeckung | 09285736 |
|                                         | Mietshaus in geschlossener Bebauung | Am Schillerplatz 7 (Karte)                                                 | Um 1900 | Baugeschichtlich und städtebaulich von Bedeutung, zwei seitliche Erker, der rechte holzverkleidet, Putzspiegel, originale Haustür, Sandsteinportale, großer Giebel, saniert, Schieferdeckung | 09285738 |
| Weitere Bilder                          | Doppelmietshaus in Ecklage und Einfriedung | August-König-Straße 2 (Bautzener Straße 49) (Karte)                        | Vor 1900 | Obergeschoss Klinker, baugeschichtlich und städtebaulich von Bedeutung, frei stehend, mit Einfriedung, zusammen mit Bautzener Straße 49 | 09285988 |
| Weitere Bilder                          | Mietshaus in offener Bebauung mit Einfriedung | August-König-Straße 4 (Karte)                                              | 1910 | Straßenbildprägend von Bedeutung, mit schlichter Putzfassade und Mansarddach. Durch Sanierungsarbeiten viele Gestaltungsdetails verlorengegangen, ursprüngliche Gliederung aber noch ablesbar, ursprünglich Sockelgeschoss Bruchstein, materialsichtig. Putzprofile als Betonung der straßenseitig zu jeweils einem Giebel hochgezogenen zwei seitlichen Achsen, dort auch gegen Putzhaut eingezogene (vertiefte) glatte Putzrahmen um die Fenster. Straßenseitig: Erdgeschoss-Loggia und erstes Obergeschoss überdachter Balkon und Fledermausgaupe. Seitenfronten: hochgezogene, vorkragende drei Mittelachsen mit Ochsenauge im Giebelfeld, Mansardfenster. Rückfassade (zum Hof): vorspringendes Treppenhaus, verschiedene Fensterformate, diese regelmäßig angeordnet (Gliederung herkömmlich beibehalten), Mansardfenster, Fledermausgaupe. Neueste Sanierungsabsicht will ehemalige Fassadengestaltung wieder aufnehmen, beachte Umgebungsschutz zu benachbarten villenartigen Wohnhäusern, würde Straßenraum wesentlich aufwerten. | 09285948 |
| Weitere Bilder                          | Wohnhaus mit Einfriedung in offener Bebauung | August-König-Straße 6 (Karte)                                              | Vor 1900 | Baugeschichtlich und städtebaulich von Bedeutung, Dachüberstand, hölzerne Giebelverzierung | 09285989 |
| Weitere Bilder                          | Wohnhaus in offener Bebauung | August-König-Straße 8 (Karte)                                              | Vor 1900 | Baugeschichtlich von Bedeutung, Dachüberstand, saniert, hölzernes Vorhäuschen in Stein ersetzt | 09285990 |
| Weitere Bilder                          | Goethe-Gymnasium (ehemals Königlich-Sächsisches Lehrerseminar) | August-König-Straße 12 (Karte)                                             | 1909–1912 | Mehrteiliger Gebäudekomplex mit sechs Gebäudeteilen (mit zum Teil original erhaltenem Innenausbau wie Aula mit originaler Orgel, Kronleuchter und Bestuhlung, Treppenhäuser mit historischer Ausstattung), Treppenanlagen im Außenbereich, fünf Pavillons, Kegelbahn, Einfriedung mit Mauer, Zäunen und Toren sowie Schulhof mit sämtlichen Gestaltungselementen (Gebäudemodellierung, historisches Wegesystem, Stützmauern, Granitkleinpflasterung und Granitborde, teilweise ehemalige Gartengestaltung), außer eingeschossiger Baracke mit flachem Satteldach; repräsentativer zeittypischer öffentlicher Bau aus dem Anfang des 20. Jahrhunderts mit neobarocken Anklängen in der Fassadengestaltung und hohen, weithin sichtbaren Dächern, mit hohem Authentizitätsgrad sowie baugeschichtlicher und ortsgeschichtlicher Bedeutung. Ohne spätere Einbauten, ehemals Königlich-Sächsisches Lehrerseminar, eingeschossige Baracke mit flachem Satteldach kein Denkmal. | 09285991 |
|                                         | Wohnhaus mit Anbau und Gusseisensäulen im Heimatstil | August-König-Straße 15 (Karte)                                             | Bezeichnet mit 1928 | Bezeichnet auf Wappen, baugeschichtlich von Bedeutung, mit Fensterläden und sämtlichen original erhaltenen Details, Eingang | 09285992 |
|                                         | Wohnhaus in offener Bebauung (Bürgermeisterhaus) | August-König-Straße 17 (Karte)                                             | Bezeichnet mit 1926 | Bezeichnet im Oberlicht-Türgitter mit Stadtwappen, baugeschichtlich von Bedeutung, Fenstergitter, saniert | 09285993 |
| Weitere Bilder                          | Sachgesamtheit Parkanlage mit Brunnen (Käthe-Kollwitz-Park) | Bahnhofstraße (Karte)                                                      | 1893/1894 | Brunnenbecken mit Sandstein eingefasst, der Brunnen aus Sandstein. | 09285743 |
| Weitere Bilder                          | Postmeilensäule | Bahnhofstraße (Ecke Am Mühlteich) (Karte)                                  | Erbauung 1724 | Teilweise Kopie einer Distanzsäule, verkehrsgeschichtlich von Bedeutung. Teilweise Kopie einer Kursächsischen Distanzsäule bezeichnet mit 1725, aus Elbsandstein, in der typischen Form (mit Entfernungsangaben beschrifteter) Obelisk auf Sockel, mit Wappenstück sowie „AR“-Monogramm und Posthornzeichen. Die Säule ist eine Nachbildung der Torsäule vom Bautzner Tor. Sie wurde 1934 (Mäzen Paul Bruckart), 1954, 1967, 1977 und 2009 restauriert. | 09285749 |
|                                         | Wohnhaus mit Laden (originale Front) in geschlossener Bebauung | Bahnhofstraße 1 (Karte)                                                    | 1. Hälfte 19. Jahrhundert | Baugeschichtlich und städtebaulich von Bedeutung, Haus vor 1900 neubarock gestaltet (Stuck um jedes Fenster) | 09288463 |
|                                         | Wohnhaus mit Laden (originale Front) in geschlossener Bebauung | Bahnhofstraße 2 (Karte)                                                    | Nach 1813 | Baugeschichtlich und städtebaulich von Bedeutung, in Dachzone riesiger Giebel aufgesetzt | 09288464 |
|                                         | Wohnhaus mit Laden (originale Front) in geschlossener Bebauung | Bahnhofstraße 3 (Karte)                                                    | Nach 1813 | Baugeschichtlich und städtebaulich von Bedeutung, Fassade und Umgestaltung 1920/1929 | 09288462 |
|                                         | Wohnhaus mit Laden (originale Front) in geschlossener Bebauung | Bahnhofstraße 4 (Karte)                                                    | Nach 1813 | Baugeschichtlich und städtebaulich von Bedeutung, Segmentbogentür | 09288460 |
|                                         | Wohnhaus mit Laden (originale Front) in geschlossener Bebauung | Bahnhofstraße 5 (Karte)                                                    | Nach 1813 | Baugeschichtlich und städtebaulich von Bedeutung | 09288461 |
|                                         | Wohnhaus mit Laden (originale Front) in geschlossener Bebauung und Ecklage | Bahnhofstraße 7 (Karte)                                                    | Nach 1813 | Baugeschichtlich und städtebaulich von Bedeutung, originale Tür zur Spargasse | 09288458 |
|                                         | Wohnhaus mit Laden (originale Front) in geschlossener Bebauung | Bahnhofstraße 8 (Karte)                                                    | Nach 1813 | Baugeschichtlich und städtebaulich von Bedeutung, Segmentbogentür, saniert | 09288459 |
|                                         | Wohnhaus mit Laden (originale Front) in geschlossener Bebauung | Bahnhofstraße 11 (Karte)                                                   | Nach 1813 | Baugeschichtlich und städtebaulich von Bedeutung, originale Haustür, saniert | 09288455 |
|                                         | Wohnhaus mit Ladenfassade in geschlossener Bebauung | Bahnhofstraße 12 (Karte)                                                   | Nach 1813 | Baugeschichtlich von Bedeutung, großes Haus mit Krüppelwalmdach, sehr schöne Ladenfassaden, saniert | 09288456 |
|                                         | Wohnhaus in geschlossener Bebauung und Ecklage | Bahnhofstraße 13 (Karte)                                                   | Nach 1813, Kern älter | Baugeschichtlich und städtebaulich von Bedeutung, Segmentbogenportal, mit Laden? | 09288453 |
|                                         | Wohnhaus in geschlossener Bebauung, Ecklage zu Fabrikgasse | Bahnhofstraße 14 (Karte)                                                   | 1935 (laut Auskunft) | Baugeschichtlich von Bedeutung. Angepasste Ergänzung, mit Erker zum Fabrikgäßchen, saniert. Nach Information vom Landratsamt Bautzen stammt der Bau von 1935. | 09285750 |
|                                         | Wohnhaus in geschlossener Bebauung | Bahnhofstraße 16 (Sparkasse) (Karte)                                       | Laut Auskunft 1935 erbaut | Zurückgesetzt, große Fensteröffnungen für Laden, ortsgeschichtlich von Bedeutung, saniert, nach Auskunft vom Landratsamt Bautzen gebaut 1935 | 09285748 |
|                                         | Villa (ohne Anbau) | Bahnhofstraße 17 (Karte)                                                   | Ende 19. Jahrhundert oder um 1900 | Baugeschichtlich von Bedeutung. Zwei Seiten vorgezogen, Mitte betont durch Loggia mit Pfeilerstellungen im Erdgeschoss und überdachtem Balkon, Pfeilerstellungen im Erdgeschoss, seitlicher Eingangsvorbau nicht denkmalgerecht, Bauschmuck reduziert, aber zu Teilen noch maßstäblich vorhanden. | 09285742 |
|                                         | Wohnhaus in geschlossener Bebauung (Sparkasse) | Bahnhofstraße 18 (Karte)                                                   | Laut Auskunft 1935 erbaut | Spitzbogige große Portale, baugeschichtlich und städtebaulich von Bedeutung, Erdgeschoss mit Läden, große keramisch eingefasste Öffnungen, laut Auskunft vom Landratsamt Bautzen gebaut 1935, saniert | 09285747 |
|                                         | Wohnhaus in offener Bebauung | Bahnhofstraße 19 (Karte)                                                   | 3. Viertel 19. Jahrhundert | Baugeschichtlich und städtebaulich von Bedeutung, ohne linken Anbau, vorgezogene Mitte, Erdgeschoss mit rundbogigen Fenstern und Putzbögen über den Fenstern, im Obergeschoss Fensterbedachungen, saniert | 09285744 |
|                                         | Mietshaus als Kopfbau | Bahnhofstraße 21 (Karte)                                                   | Um 1870/1880 | Baugeschichtlich und straßenbildprägend von Bedeutung, abgeschrägte Ecke, im Erdgeschoss korbbogig abgeschlossene Fenster, erstes und zweites Obergeschoss Fensterbedachungen, erstes Obergeschoss Bedachungen und Sohlbänke von Konsolen getragen, saniert | 09285745 |
| Weitere Bilder                          | Postamt | Bahnhofstraße 22 (Karte)                                                   | Bezeichnet mit 1908 | Roter Klinkerbau mit Eckturm, baugeschichtlich und städtebaulich von Bedeutung, Sandsteingewände und -schmuckformen, Seitenrisalit mit aufwendiger Fenstergestaltung und Giebel, seitlicher Turm mit oktogonalem Turmgeschoss, Granitsockel (bezeichnet über seitlichem Fenster), originale Eingangstür nachgebaut | 09285707 |
| Weitere Bilder                          | Ehemaliges Hotel Albert mit rückwärtigem Saalanbau (Volkslichtspiele) | Bahnhofstraße 23 (Karte)                                                   | 1890er Jahre | Heute Polizeigebäude, baugeschichtlich und straßenbildprägend von Bedeutung, Erdgeschoss verputzt, erstes und zweites Obergeschoss Klinker mit Sandsteingewänden, Stuckornamentik, abgeschrägte Ecke mit Balkon und Turm, Saalanbau mit großen rundbogigen Fenstern im Erdgeschoss und erstes Obergeschoss, zur Karl-Liebknecht-Straße Klinkerfassade, ohne DDR-Anbau | 09285708 |
| Weitere Bilder                          | Bahnhof Bischofswerda mit Empfangsgebäude und Bahnsteigsüberdachungen | Bahnhofstraße 24 (Karte)                                                   | 1845; 1883–1884 (östliche Erweiterung) | Bahnstrecke Görlitz–Dresden; eisenbahngeschichtlich und ortsgeschichtlich von Bedeutung. | 09285706 |
| Weitere Bilder                          | Parkanlage mit erhaltener Wegeführung, Teich, Gehölzbestand und Gedenkstein (Goethepark) | Bautzener Straße (Karte)                                                   | 19. Jahrhundert | Gartengeschichtlich, gartenkünstlerisch und ortsgeschichtlich von Bedeutung. | 09288471 |
|                                         | Wohnhaus in geschlossener Bebauung und Ecklage | Bautzener Straße 1 (Karte)                                                 | Nach 1813 | Baugeschichtlich und städtebaulich von Bedeutung, saniert | 09285869 |
|                                         | Wohnhaus mit Laden (originale Front) in geschlossener Bebauung | Bautzener Straße 2 (Karte)                                                 | Nach 1850 | Baugeschichtlich und städtebaulich von Bedeutung, Mauer Bruchstein, Granit, Feldstein | 09288412 |
|                                         | Wohnhaus mit Laden in geschlossener Bebauung | Bautzener Straße 3 (Karte)                                                 | Nach 1813 | Baugeschichtlich und städtebaulich von Bedeutung, Mansarddach, Läden, Segmentbogentür mit Schlussstein, saniert, Kunststofffenster | 09288400 |
|                                         | Wohnhaus mit Laden in geschlossener Bebauung | Bautzener Straße 4 (Karte)                                                 | Bezeichnet mit 1958 | Baugeschichtlich von Bedeutung, saniert, Kunststofffenster | 09289194 |
|                                         | Wohnhaus in geschlossener Bebauung | Bautzener Straße 5 (Karte)                                                 | 1. Hälfte 19. Jahrhundert | Baugeschichtlich und städtebaulich von Bedeutung, Mansarddach, Gaststätte im Vorderhaus, teilweise originale Fenster | 09288399 |
|                                         | Wohnhaus mit Laden in geschlossener Bebauung | Bautzener Straße 6 (Karte)                                                 | Um 1850 | Baugeschichtlich von Bedeutung, unangepasster Dachausbau, Laden original, Pferdetränke langgestreckter rechteckiger (bis vor kurzem eingemauerter) Trog aus Granit, datiert 1800 an der Front in schwach erhabenem Rahmen | 09288413 |
| Direkt Bild zu diesem Denkmal hochladen | Wohnhaus mit Laden (originale Front) in geschlossener Bebauung | Bautzener Straße 9 (Karte)                                                 | Nach 1813 | Baugeschichtlich und städtebaulich von Bedeutung, Korbbogentor, drei Dachhäuschen, saniert | 09288397 |
|                                         | Wohnhaus mit Laden in nach links geschlossener Bebauung | Bautzener Straße 10 (Karte)                                                | Um 1850, Laden 1930er Jahre | Baugeschichtlich und städtebaulich von Bedeutung, saniert | 09288415 |
| Direkt Bild zu diesem Denkmal hochladen | Wohnhaus mit Laden (originale Front) in geschlossener Bebauung | Bautzener Straße 11 (Karte)                                                | 2. Hälfte 19. Jahrhundert | Baugeschichtlich und städtebaulich von Bedeutung, Reste von Konsolgesims | 09289201 |
| Direkt Bild zu diesem Denkmal hochladen | Wohnhaus (ehemalige Gaststätte) in nach links geschlossener Bebauung | Bautzener Straße 13 (Karte)                                                | Nach 1813 | Baugeschichtlich und städtebaulich von Bedeutung, saniert | 09288396 |
|                                         | Wohnhaus mit Laden in nach links geschlossener Bebauung | Bautzener Straße 14 (Karte)                                                | Um 1830 | Baugeschichtlich und städtebaulich von Bedeutung, Gesims, saniert | 09288417 |
| Direkt Bild zu diesem Denkmal hochladen | Wohnhaus mit Laden (originale Front) in nach rechts geschlossener Bebauung | Bautzener Straße 15 (Karte)                                                | Um 1850 | Baugeschichtlich und städtebaulich von Bedeutung | 09288421 |
|                                         | Wohnhaus mit Laden (originale Front) in geschlossener Bebauung | Bautzener Straße 16 (Karte)                                                | Bezeichnet mit 1813 | Baugeschichtlich und städtebaulich von Bedeutung, bezeichnet im Schlussstein mit 1813 | 09288418 |
| Direkt Bild zu diesem Denkmal hochladen | Wohnhaus mit Laden in geschlossener Bebauung | Bautzener Straße 17 (Karte)                                                | Nach 1813 | Baugeschichtlich von Bedeutung, Haustür original, schlecht saniert | 09288422 |
|                                         | Wohnhaus mit Laden in geschlossener Bebauung | Bautzener Straße 18 (Karte)                                                | Bezeichnet mit 1814 (Tür) | Baugeschichtlich und städtebaulich von Bedeutung, saniert | 09288419 |
|                                         | Wohnhaus mit Laden in geschlossener Bebauung und Ecklage, mit Gebäudeflügel in der Brauhausgasse 20 (Neue Apotheke) | Bautzener Straße 19 (Brauhausgasse 20) (Karte)                             | Bezeichnet mit 1813 | Baugeschichtlich und städtebaulich von Bedeutung, bezeichnet im Schlussstein, Laden original, Dreiecksgiebel im ersten Obergeschoss | 09288423 |
|                                         | Wohnhaus mit Laden in geschlossener Bebauung und Ecklage (Weinhandlung) | Bautzener Straße 20 (Karte)                                                | Bezeichnet mit 1795 | Baugeschichtlich und städtebaulich von Bedeutung, bezeichnet mit 1813, mit 1933 (im Segmentbogen über Tür) und bezeichnet mit 1795 (im Schlussstein), mit kleinem Eckerker | 09288420 |
|                                         | Wohnhaus mit Laden in geschlossener Bebauung | Bautzener Straße 30 (Karte)                                                | 1870er Jahre | Baugeschichtlich von Bedeutung, Satteldach, lange Schleppgaupe, aufwendiges Hauptgesims, profilierte Fenstergewände, Laden mit originaler Front, Haustür original, saniert | 09288447 |
|                                         | Wohnhaus in offener Bebauung | Bautzener Straße 41 (Karte)                                                | Um 1870 | Straßenbildprägend von Bedeutung, Erdgeschoss mit Segmentbögen über Fenstern, Sandsteingewände, profiliert, erstes Obergeschoss quadratischer Fensterabschluss und profilierte Fensterbedachung, Drempelgeschoss mit kleinen gepaarten Viereckfenstern, Mauer mit Pergola, saniert | 09288465 |
|                                         | Doppelwohnhaus in offener Bebauung | Bautzener Straße 46, 48 (Karte)                                            | Um 1900 | Straßenbildprägend von Bedeutung, je ein vorgezogener Giebel mit Dreiecksbedachung, Sandsteinsockel, saniert | 09285984 |
|                                         | Doppelmietshaus in Ecklage und Einfriedung | Bautzener Straße 49 (Hauptanschrift:August-König-Straße 2) (Karte)         | Vor 1900 | Obergeschoss Klinker, baugeschichtlich und städtebaulich von Bedeutung, frei stehend, mit Einfriedung, zusammen mit Bautzener Straße 49 | 09285988 |
| Direkt Bild zu diesem Denkmal hochladen | Mietshaus in offener Bebauung (Zwiebelvilla) | Bautzener Straße 50 (Karte)                                                | Nach 1900 | Straßenbildprägend von Bedeutung, dreigeschossiges massives herrschaftliches Haus mit aufwendiger Fassadengliederung, Eckerker (Dachaufsatz in Form namensgebender Zwiebelhaube fehlt!), verschiedene Fensterausführungen (stehend rechteckige, rundbogig abgeschlossene), Fensterbedachungen, Natursteinsockel, Walmdach, saniert | 09285983 |
|                                         | Wohnhaus in offener Bebauung | Bautzener Straße 53 (Karte)                                                | Vor 1900 | Baugeschichtlich von Bedeutung, weiter Holzdachüberstand, verzierter hölzerner Giebel, saniert, Kunststofffenster | 09285986 |
|                                         | Wohnhaus in offener Bebauung, mit Einfriedung | Bautzener Straße 57 (Karte)                                                | Um 1890 | Baugeschichtlich von Bedeutung, Putzgliederung, Rustika-Putz, verzierter hölzerner Giebel | 09285982 |
| Direkt Bild zu diesem Denkmal hochladen | Brücke über die Wesenitz | Beethovenstraße (Karte)                                                    | 1926 | Typische Gewölbebrücke mit künstlerischem Anspruch bestehend aus gleichmäßig behauenen Granitquadern, drei Segmentbögen und am Fuß der beiden mittleren Bögen jeweils ein kegelförmiger Eisbrecher, überspannt den durch die Stadt führenden Flusslauf der Wesenitz, anschauliches Zeugnis der Ingenieursbaukunst und der Verkehrsgeschichte zu Beginn des 20. Jahrhunderts, technik- und ortsgeschichtliche sowie ortsbildprägende Bedeutung | 09307371 |
| Direkt Bild zu diesem Denkmal hochladen | Wohnhaus in offener Bebauung, mit Einfriedung | Beethovenstraße 2 (Karte)                                                  | 1930 | Baugeschichtlich von Bedeutung, Kunststofffenster | 09285976 |
|                                         | Mietshaus in halboffener Bebauung | Belmsdorfer Straße 1 (Karte)                                               | Um 1890 | Klinkerfassade, baugeschichtlich und städtebaulich von Bedeutung, mit allen Gesimsen und Putzgliederungen, original erhalten, Fenster original | 09285977 |
|                                         | Mietshaus | Belmsdorfer Straße 7 (Karte)                                               | Um 1890 | Klinkerfassade, bau- und stadtentwicklungsgeschichtlich von Bedeutung, mit allen Gesimsen und Putzgliederungen, original erhalten, saniert | 09285978 |
|                                         | Mietshaus in geschlossener Bebauung | Belmsdorfer Straße 9 (Karte)                                               | Um 1890 | Klinkerfassade, bau- und stadtentwicklungsgeschichtlich von Bedeutung | 09307352 |
|                                         | Mietshaus | Belmsdorfer Straße 11 (Karte)                                              | Um 1890 | Klinkerfassade, bau- und stadtentwicklungsgeschichtlich von Bedeutung | 09307353 |
|                                         | Wohnhaus in offener Bebauung | Belmsdorfer Straße 15 (Karte)                                              | Bezeichnet mit 1904 | Baugeschichtlich von Bedeutung, zwei Dachhäuschen, saniert, bezeichnet im Mittelgiebel | 09285981 |
|                                         | Ofengebäude (Nr. 12, 13, 15) einschließlich zweier ehemaliger Glasschmelzöfen (zum Teil ruinös), zwei Schornsteine, Gebäude der neuen Schleiferei (Nr. 10) mit südwestlichem Anbau der ehemaligen Ätzerei (Nr. 8), Gebäude der Zimmerei/Formmacherei/Hafenstube (Nr. 20), Kesselhaus (Nr. 21) und Einfriedungsmauer einschließlich Pförtnerhäuschen der ehemaligen Glasfabrik „Gebr. Eisenstein Glashüttenwerk GmbH“ | Belmsdorfer Straße 21 (Karte)                                              | 1880 | Bau-, orts- und produktionsgeschichtliche Bedeutung. - Ofengebäude: mit historischer Kubatur und Proportionen sowie herkömmlicher Dachkonstruktion, Vorwärmkammern erhalten (an den Seitenwänden gelegen) - Glasschmelzöfen (Hafenofen 2 und 3, Kammerofen): sind zum Teil in ruinösem Zustand, aber Aufbau ist noch ablesbar, sollen rekonstruiert/saniert werden - Schornsteine: vor dem Ofengebäude gelegen, Klinkermauerwerk (rot), eingekürzt, prägen aber sowohl als optische Komponente als auch vom technologischen Ablauf/Zusammenhang den Charakter des Glaswerkes mit - neue Schleiferei: Stahlbetonbau mit authentischer Kubatur und Proportionen, großflächige Scheddachhalle, baugeschichtlich interessant - ehemalige Ätzerei: eingeschossiger massiver Putzbau mit Flachdach, mit teilweise originaler Ausstattung (Ätzbecken und Absaugvorrichtungen) - Zimmerei/Formenmacherei/Hafenstube: gehört mit zu den ältesten Gebäuden der Fabrikanlage, Unterschutzstellung betrifft nur den Kernbau – ohne die flacheren Anbauten, mit ehemaligem sogenannten Zyklon auf dem Dach, gesamter Baukörper massiv, mit Sandsteingewänden an flacherem Bauteil (Nummer 20), im Inneren haben sich mehrere originale Formen erhalten, ebenfalls ein Regal mit originalen Formteilen sowie Wandtafel, weiterhin originale Holzsäulen und Stempel in der sogenannten Hafenstube - Kesselhaus (Nummer 21): an Nummer 20 angebauter höherer Gebäudeteil, in 1930er Jahren errichtete große Halle mit abgehängter Rabitzdecke, beachtliche Stahlkonstruktion im Dach, (Binder und gesamtes Tragwerk in Stahl ausgeführt) - Einfriedung: Pförtnerhaus als Putzbau mit dekorativem Firmensignet (zwei Glashüttenarbeiter als figürliche Darstellung in wappenartigem Rahmen) sowie Klinkermauer mit Pfeilern in regelmäßigen Abständen. | 09302344 |
| Direkt Bild zu diesem Denkmal hochladen | Polygonales Granit-Brunnenbecken mit vier Granitpfosten mit Steinritzungen und dazwischen gespannten Glasflächen | Belmsdorfer Straße 43 (Karte)                                              | 1984 (Aufbau/Einweihung) | Im Altenpflegeheim Bischofswerda-Süd, polygonales Granit-Brunnenbecken mit vier Granitpfosten mit Steinritzungen und dazwischen gespannten Glasflächen, zu großen Teilen original erhaltenes Zeugnis der Angewandten Kunst der DDR, künstlerisch von Bedeutung. Brunnengestaltung im baulichen Komplex des Altenpflegeheims Bischofswerda-Süd. Entwurf von 1978 unter Bezug auf die Geometrie des Gebäudekomplexes an dominanter Stelle, nicht so ausgeführt. Wichtig ist bei Ausführung Betrachtbarkeit des Brunnens von oben und von allen Seiten sowie Sonnenlichteinfall. Glasfelder aus einzelnen, mosaikartig zusammengefügten Glassplittern (transparantes und opakes Glas, vorrangig in den Farben Blau und Grün in reichen Schattierungen). Pfosten aus Granit mit abstrahierten Ritzungen im Stein zum Thema Sagenwelt Wasser/Unterwasserwelt. Alle Teile im Atelier vorgefertigt und abschließend vor Ort montiert. Bei stattgefundener Sanierung Brunnenbeckenabdeckung neu und Reparatur der Glasfelder sowie wassertechnische Installation. Objekt besitzt einen Dokumentationswert, ist anschauliches Zeugnis der Handwerkskunst zu DDR-Zeiten, verdeutlicht gesellschaftliche Wertschätzung / gestalterischen Anspruch an Objekt Altersheim. | 09300987 |
|                                         | Stadtmauer entlang der Birkengasse | Birkengasse (Karte)                                                        | Um 1286 | Einzeldenkmal der Sachgesamtheit Stadtbefestigung (siehe auch Sachgesamtheitsdokument Obj. 09301453); ortsgeschichtlich und städtebaulich von Bedeutung | 09285758 |
|                                         | Wohnhaus in Ecklage | Birkengasse 1 (Karte)                                                      | Um 1830 | Baugeschichtlich von Bedeutung, Erdgeschoss mit Fensterläden, Haustür original | 09285757 |
|                                         | Wohnhaus (Ackerbürgerhaus) in geschlossener Bebauung | Birkengasse 2 (Karte)                                                      | Um 1820 | Baugeschichtlich und städtebaulich von Bedeutung, Gedrückt korbbogiger Eingang, Erdgeschoss-Fensterläden, saniert | 09285759 |
|                                         | Wohnhaus in geschlossener Bebauung | Birkengasse 5 (Karte)                                                      | Anfang 19. Jahrhundert | Baugeschichtlich von Bedeutung, Korbbogenportal, Gewände original | 09285776 |
|                                         | Wohnhaus in nach rechts geschlossener Bebauung | Birkengasse 6 (Karte)                                                      | 1. Hälfte 19. Jahrhundert | Baugeschichtlich von Bedeutung | 09285985 |
|                                         | Brücke über die Wesenitz | Bischofstraße (Karte)                                                      | Ende 19. Jahrhundert | Einbogige Sandstein-/Granitbrücke, verkehrsgeschichtlich und technikgeschichtlich von Bedeutung, Sandstein/Granit, einbogig, mit originalem schmiedeeisernen Gitter | 09285704 |
|                                         | Mietshaus in geschlossener Bebauung und Ecklage | Bischofstraße 13 (Karte)                                                   | 1890er Jahre | Klinkerfassade, baugeschichtlich und städtebaulich von Bedeutung, Obergeschoss gelber Klinker mit roten Blendern, Sandsteingewände, nicht-denkmalgerechter Ladeneinbau | 09285730 |
|                                         | Mietshaus in halboffener Bebauung | Bischofstraße 15 (Karte)                                                   | 1910/1920 | Baugeschichtlich von Bedeutung, Putzbänder, Putzfläche (erhabene Viereck-Fläche), originale Haustür, Kunststofffenster | 09285731 |
|                                         | Mietshaus in geschlossener Bebauung | Bischofstraße 21 (Karte)                                                   | Um 1905 | Baugeschichtlich und städtebaulich von Bedeutung, Erdgeschoss mit rundbogigen Fenstern, originale Haustür, saniert, Haustür und Fenster original | 09285733 |
|                                         | Mietshaus mit Laden in Ecklage | Bischofstraße 23 (Karte)                                                   | Um 1905 | Baugeschichtlich und städtebaulich von Bedeutung, Erdgeschoss mit rundbogigen Fenstern, abgerundete Ecke mit Balkon, originale Haustür | 09285734 |
| Direkt Bild zu diesem Denkmal hochladen | Stadtmauer entlang der hinteren Flurstücksgrenze der Borngasse | Borngasse 1, 2, 3 (Karte)                                                  | Um 1286 | Einzeldenkmal der Sachgesamtheit Stadtbefestigung (siehe auch Sachgesamtheitsdokument Obj. 09301453); ortsgeschichtlich und städtebaulich von Bedeutung | 09289192 |
|                                         | Wohnhaus mit Laden und Spritzenhaus in geschlossener Bebauung und Ecklage | Borngasse 3 (Karte)                                                        | Nach 1813 | Wohnhaus mit Laden, baugeschichtlich und ortsgeschichtlich von Bedeutung, klassizistisches Dach, Laden zur Straße, Korbbogentür zur Borngasse, Spritzenhausanbau (Heimatstil, barocke Dachform), schlecht saniert | 09288438 |
|                                         | Gepflasterte Gasse, mit Bürgersteigen | Brauhausgasse (Karte)                                                      | 19. Jahrhundert | Straßenbildprägend von Bedeutung | 09288395 |
|                                         | Fabrikgebäude der alten Brauerei mit Einfriedungsmauer | Brauhausgasse 1 (Karte)                                                    | Um 1850 | In Ecklage zur Hans-Volkmann-Straße, baugeschichtlich und ortsgeschichtlich von Bedeutung | 09288403 |
|                                         | Wohnhaus in geschlossener Bebauung | Brauhausgasse 3 (Karte)                                                    | Nach 1813 | Baugeschichtlich von Bedeutung, Korbbogentor, Haustür original | 09288390 |
|                                         | Wohnhaus in geschlossener Bebauung | Brauhausgasse 5 (Karte)                                                    | Nach 1813 | Baugeschichtlich von Bedeutung, Korbbogentor | 09288391 |
| Direkt Bild zu diesem Denkmal hochladen | Wohnhaus in geschlossener Bebauung | Brauhausgasse 8 (Karte)                                                    | Nach 1813 | Baugeschichtlich von Bedeutung, Korbbogentor, Haustür original | 09288392 |
|                                         | Wohnhaus in geschlossener Bebauung | Brauhausgasse 9 (Karte)                                                    | Bezeichnet mit 1830 | Baugeschichtlich von Bedeutung, Korbbogentor | 09288394 |
|                                         | Wohnhaus mit Laden in geschlossener Bebauung und Ecklage, mit Gebäudeflügel in der Brauhausgasse 20 | Brauhausgasse 20 (Hauptanschrift Bautzener Straße 19) (Karte)              | Bezeichnet mit 1813 | Baugeschichtlich von städtebaulich von Bedeutung, bezeichnet im Schlussstein, Laden original, Dreiecksgiebel im ersten Obergeschoss | 09288423 |
| Weitere Bilder                          | Berggasthof Butterberg mit Aussichtsturm und Park, dazu Grenzsteine im Gelände | Butterberg 1 (Karte)                                                       | 1860 | Baugeschichtlich und ortsgeschichtlich von Bedeutung, zyklopisch versetztes Bruchsteinmauerwerk, Hauptgebäude mit Turm, linker flacherer Anbau, im Winkel Gartenlokal mit Gästegarten, kleiner Bruchsteinschuppen im Hof, teilweise Abriss | 09288487 |
|                                         | Villa mit Einfriedung, mit zwei Vorbauten an der Straße | Clara-Zetkin-Straße 2 (Karte)                                              | Um 1910 | Baugeschichtlich von Bedeutung, alle Gesimse, Haustür, Putzornamente, Einfriedung Granitstein, saniert | 09285701 |
|                                         | Villa mit Einfriedung | Clara-Zetkin-Straße 3 (Karte)                                              | Um 1910 | Baugeschichtlich und städtebaulich von Bedeutung, Putzornamente in Medaillonform, originale Haustür und Fenster, Einfriedung Betonstein, mit halbrundem Vorbau, saniert | 09285700 |
| Direkt Bild zu diesem Denkmal hochladen | Wohnhaus und Hofgebäude | Drebnitzer Weg 2 (Karte)                                                   | 1890er Jahre (Wohnhaus), um 1914 (Hinterhaus) | Klinkerbau, baugeschichtlich von Bedeutung, saniert, Kunststofffenster, Wohnhaus als Büro genutzt | 09285684 |
| Direkt Bild zu diesem Denkmal hochladen | Denkmal für die Gefallenen des Ersten Weltkrieges | Drebnitzer Weg 4 (auf dem Gelände des ehemaligen Fortschrittwerks) (Karte) | Nach 1918 | Ortsgeschichtlich von Bedeutung, Sandsteinstele in Art-decó-Gestaltung mit kleinem eisernem Einfassungsgitter, stand bis 2002 irrtümlich unter „Süßmilchstraße“ in der Denkmalliste | 09285686 |
| Weitere Bilder                          | Ehemaliger Bischofssitz mit Hofflügeln, rückwärtiger Hofmauer, Torbogen mit Aufsatz sowie Brunnenbecken im Hof | Dresdener Straße 1 (Karte)                                                 | 1818 | Baugeschichtlich und ortsgeschichtlich von Bedeutung. Symmetrischer, breit gelagerter Bau, Korbbogenportal mit Schlussstein, Dach von mächtigem Konsolgesims unterfangen, Mittelbalkon, zum Hof Treppenturm, hier farbiges Bleiglas und Sandsteingewände, saniert, Objekt wurde bis November 2007 irrtümlich unter Dresdner Straße geführt, Genehmigung vom 23. Juli 2009 für Reparatur Dachstuhl, Erneuerung Fensterbänke, Farbanstrich Fassade. | 09285849 |
|                                         | Wohnhaus in geschlossener Bebauung, mit allen Hofgebäuden | Dresdener Straße 2 (Karte)                                                 | 2. Hälfte 19. Jahrhundert | Klinkerbau, baugeschichtlich und städtebaulich von Bedeutung, aufwendige Fenstergewände, saniert, Kunststofffenster, teilweise Abriss, Objekt wurde bis November 2007 irrtümlich unter Dresdner Straße geführt | 09285846 |
|                                         | Wohnhaus mit Laden (originale Front) in geschlossener Bebauung | Dresdener Straße 3 (Karte)                                                 | 19. Jahrhundert | Baugeschichtlich von Bedeutung, Fassade nicht-denkmalgerecht geglättet, Kunststofffenster ohne Gliederung, Objekt wurde bis November 2007 irrtümlich unter Dresdner Straße geführt | 09285850 |
|                                         | Wohnhaus in geschlossener Bebauung | Dresdener Straße 5 (Karte)                                                 | 3. Viertel 19. Jahrhundert | Baugeschichtlich und städtebaulich von Bedeutung, Erdgeschoss mit nachträglich eingefügten großem Eingang (nicht denkmalgerecht), Plastikfenster mit Gliederung, Drempelverzierungen und Überdachung der Fenster, Objekt wurde bis November 2007 irrtümlich unter Dresdner Straße geführt | 09285851 |
|                                         | Wohnhaus in geschlossener Bebauung | Dresdener Straße 7 (Karte)                                                 | Anfang 19. Jahrhundert, Kern älter | Baugeschichtlich und städtebaulich von Bedeutung, Originale Haustür, drei Dachhäuschen, Korbbogeneingang, drei Dachgaupen, Kunststofffenster ohne Gliederung, Objekt wurde bis November 2007 irrtümlich unter Dresdner Straße geführt | 09285852 |
|                                         | Wohnhaus mit Laden (originale Front) in geschlossener Bebauung | Dresdener Straße 8 (Karte)                                                 | Anfang 19. Jahrhundert | Baugeschichtlich von Bedeutung, originale Haustür, Objekt wurde bis November 2007 irrtümlich unter Dresdner Straße geführt | 09285843 |
|                                         | Wohnhaus in geschlossener Bebauung | Dresdener Straße 9 (Karte)                                                 | Anfang 19. Jahrhundert, Kern älter | Baugeschichtlich von Bedeutung, nachträglicher Ladeneinbau, Korbbogenportal mit originaler Tür, abgeschlepptes Dach, Objekt wurde bis November 2007 irrtümlich unter Dresdner Straße geführt | 09285853 |
|                                         | Wohnhaus in geschlossener Bebauung | Dresdener Straße 10 (Karte)                                                | Anfang 19. Jahrhundert | Baugeschichtlich von Bedeutung, nachträglicher Erdgeschoss-Laden-Einbau, Kunststofffenster, Objekt wurde bis November 2007 irrtümlich unter Dresdner Straße geführt | 09285842 |
|                                         | Wohnhaus in geschlossener Bebauung | Dresdener Straße 11 (Karte)                                                | Bezeichnet mit 1813 | Baugeschichtlich von Bedeutung, bezeichnet im Korbbogenportal, Fassade geglättet, nachträglich aufgebrochenes Erdgeschoss, saniert, Kunststofffenster, Haustür original, Objekt wurde bis November 2007 irrtümlich unter Dresdner Straße geführt | 09285854 |
|                                         | Wohnhaus in geschlossener Bebauung | Dresdener Straße 12 (Karte)                                                | Anfang 19. Jahrhundert | Baugeschichtlich von Bedeutung, nachträglicher Erdgeschoss-Laden-Einbau, ein Obergeschoss, Biberschwanzdeckung, Kunststofffenster, Objekt wurde bis November 2007 irrtümlich unter Dresdner Straße geführt | 09285841 |
|                                         | Wohnhaus in geschlossener Bebauung | Dresdener Straße 13 (Karte)                                                | Anfang 19. Jahrhundert | Baugeschichtlich von Bedeutung, Korbbogenportal, originale Haustür, ein Obergeschoss, Ladeneinbau, saniert, Kunststofffenster und -tür, Objekt wurde bis November 2007 irrtümlich unter Dresdner Straße geführt | 09285855 |
|                                         | Wohnhaus in geschlossener Bebauung | Dresdener Straße 14 (Karte)                                                | Anfang 19. Jahrhundert | Baugeschichtlich von Bedeutung, Korbbogenportal, nachträglicher Erdgeschoss-Laden, ein Obergeschoss, Objekt wurde bis November 2007 irrtümlich unter Dresdner Straße geführt | 09285840 |
|                                         | Wohnhaus in Ecklage | Dresdener Straße 15 (Karte)                                                | Anfang 19. Jahrhundert | Baugeschichtlich und städtebaulich von Bedeutung, Haus mit Knick am Hof, Konsolgesims als Traufgesims, Mansarddach, dekorative Firstziegel, Ladeneinbau, Drempel verändert, saniert, Objekt wurde bis November 2007 irrtümlich unter Dresdner Straße geführt | 09285856 |
|                                         | Wohnhaus in geschlossener Bebauung | Dresdener Straße 16 (Karte)                                                | 1. Hälfte 19. Jahrhundert | Baugeschichtlich von Bedeutung, nachträglicher Erdgeschoss-Laden-Einbau, Betongewände, Dachausbau, Mitte Doppelfenster mit Reiterrelief im Giebel, Mansarddach mit alten glasierten Ziegeln, Kunststofffenster, Objekt wurde bis November 2007 irrtümlich unter Dresdner Straße geführt | 09285839 |
|                                         | Wohnhaus, an Turm der Fronfeste angebaut | Dresdener Straße 17 (Karte)                                                | Nach 1813 | Baugeschichtlich und städtebaulich von Bedeutung, Korbbogenportal; Objekt wurde bis November 2007 irrtümlich unter Dresdner Straße geführt | 09285786 |
|                                         | Wohnhaus in nach rechts geschlossener Bebauung | Dresdener Straße 19 (Karte)                                                | Um 1850 | Baugeschichtlich von Bedeutung, originale Haustür, Objekt wurde bis November 2007 irrtümlich unter Dresdner Straße geführt | 09285836 |
|                                         | Stadtbad mit Hauptgebäude mit Anbauten | Dresdener Straße 19a (Karte)                                               | 1920er Jahre | Baugeschichtlich und sozialgeschichtlich von Bedeutung, Gebäude mit Terrasse und Klinkerpfeilern, Arkadenstellungen, Zeltdach, Anbauten mit Umkleidekabinen hier quadratischer Grundriss und Zeltdach, saniert, Objekt wurde bis November 2007 irrtümlich unter Dresdner Straße geführt | 09285829 |
|                                         | Wohnhaus in offener Bebauung | Dresdener Straße 20 (Karte)                                                | Um 1800, später verändert | Baugeschichtlich und städtebaulich von Bedeutung, Korbbogenportal, Eingang seitlich, Krüppelwalmdach, Objekt wurde bis November 2007 irrtümlich unter Dresdner Straße geführt | 09285837 |
|                                         | Wohnhaus in geschlossener Bebauung | Dresdener Straße 21 (Karte)                                                | Um 1850 | Baugeschichtlich von Bedeutung, originale Haustür, saniert, Objekt wurde bis November 2007 irrtümlich unter Dresdner Straße geführt | 09285835 |
|                                         | Wohnhaus in geschlossener Bebauung und Ecklage, mit linkem Hofflügel | Dresdener Straße 22 (Karte)                                                | 1. Hälfte 19. Jahrhundert | Baugeschichtlich und städtebaulich von Bedeutung, alle Gesimse erhalten, im Erdgeschoss, erstes und zweites Obergeschoss rundbogige Fenster, Objekt wurde bis November 2007 irrtümlich unter Dresdner Straße geführt | 09285807 |
|                                         | Wohnhaus in geschlossener Bebauung | Dresdener Straße 23 (Karte)                                                | Um 1850 | Baugeschichtlich von Bedeutung, originale Haustür, saniert, Objekt wurde bis November 2007 irrtümlich unter Dresdner Straße geführt | 09285834 |
|                                         | Wohnhaus in geschlossener Bebauung, mit rechtem Hofflügel | Dresdener Straße 24 (Karte)                                                | 1. Hälfte 19. Jahrhundert | Baugeschichtlich von Bedeutung, alle Gesimse erhalten, Erdgeschoss mit Putznutungen, erstes Obergeschoss betont durch Fensterbedachungen (segmentbogig oder dreieckig), Drempelgeschoss. Objekt wurde bis November 2007 irrtümlich unter Dresdner Straße geführt | 09285808 |
|                                         | Wohnhaus in geschlossener Bebauung | Dresdener Straße 25 (Karte)                                                | Um 1850 | Baugeschichtlich von Bedeutung, originale Haustür, saniert, Objekt wurde bis November 2007 irrtümlich unter Dresdner Straße geführt | 09285833 |
|                                         | Wohnhaus in geschlossener Bebauung | Dresdener Straße 27 (Karte)                                                | Um 1850 | Baugeschichtlich von Bedeutung, originale Haustür und Hofeinfahrt, Objekt wurde bis November 2007 irrtümlich unter Dresdner Straße geführt | 09285832 |
|                                         | Wohnhaus in geschlossener Bebauung | Dresdener Straße 29 (Karte)                                                | Um 1850 | Baugeschichtlich von Bedeutung, originale Haustür, Objekt wurde bis November 2007 irrtümlich unter Dresdner Straße geführt | 09285831 |
|                                         | Wohnhaus in geschlossener Bebauung | Dresdener Straße 30 (Karte)                                                | 1. Hälfte 19. Jahrhundert | Baugeschichtlich von Bedeutung, Objekt wurde bis November 2007 irrtümlich unter Dresdner Straße geführt | 09285809 |
|                                         | Wohnhaus in geschlossener Bebauung | Dresdener Straße 31 (Karte)                                                | Um 1850 | Baugeschichtlich von Bedeutung, Originale Haustür, Gesims über Erdgeschoss, saniert, Objekt wurde bis November 2007 irrtümlich unter Dresdner Straße geführt | 09285830 |
|                                         | Wohnhaus in geschlossener Bebauung | Dresdener Straße 32 (Karte)                                                | Um 1870 | Baugeschichtlich von Bedeutung, im erstenObergeschoss repräsentative Betonfenstergewände und Fensterbedachungen. Originale Haustür. Doppelhaus mit Nummer 34, Objekt wurde bis November 2007 irrtümlich unter Dresdner Straße geführt | 09285810 |
|                                         | Wohnhaus in Ecklage | Dresdener Straße 33 (Karte)                                                | Ende 19. Jahrhundert | Baugeschichtlich von Bedeutung, Abgeschrägte Ecke mit zwei Türmen, Gesims über Erdgeschoss und über 2. Obergeschoss, saniert, Objekt wurde bis November 2007 irrtümlich unter Dresdner Straße geführt | 09285828 |
|                                         | Wohnhaus in geschlossener Bebauung | Dresdener Straße 34 (Karte)                                                | Um 1870 | Baugeschichtlich von Bedeutung, im ersten Obergeschoss repräsentative Betonfenstergewände und Fensterbedachungen. Originale Haustür. Doppelhaus mit Nummer 32, Objekt wurde bis November 2007 irrtümlich unter Dresdner Straße geführt. | 09285811 |
|                                         | Wohnhaus in offener Bebauung | Dresdener Straße 38 (Karte)                                                | Um 1830/1840 | Baugeschichtlich und straßenbildprägend von Bedeutung. Klassizistische Fassade mit Putznutungen im Erdgeschoss, Relieffelder über Fenstern im Obergeschoss und Balustern darunter, verschiedene Fensterbedachungen, Erdgeschoss rundbogige Fenster, Hechtgaupe. Zum Zeitpunkt der Erfassung 1992 war das Gebäude ruinös. Saniert, Objekt wurde bis November 2007 irrtümlich unter Dresdner Straße geführt. | 09285814 |
|                                         | Wohnhaus in offener Bebauung mit hölzernem Gartenpavillon und Einfriedung | Dresdener Straße 39 (Karte)                                                | Um 1900 (Wohnhaus); 1910–1920 (Laube) | Baugeschichtlich von Bedeutung, Wohnhaus vorgezogene Seite, Vorhangbögen an Fenstern, gedoppelte Fenster, Zierfachwerk in Giebel und Zwischengeschoss unterm Dach, Dachüberstand, hölzerner Balkon, dekorative Holzverbretterung am Eingangsvorbau, originale Dachziegel, auch die Firsten. Gartenlaube Neue Sachlichkeit zwischen 1910 und 1920, hölzerner Zapfenaufsatz, farbige Glasfelder, teils figürlich, teils abstrakt, saniert, Objekt wurde bis November 2007 irrtümlich unter Dresdner Straße geführt | 09285813 |
|                                         | Wohnhaus in offener Bebauung mit Einfriedung | Dresdener Straße 40 (Karte)                                                | 1870er Jahre | Baugeschichtlich von Bedeutung, zwei Seitenrisalite, Loggien, zum Teil verbrettert, Sandsteinfenstergewände, Putzbau mit Putzbänderungen, Klinkerblendbögen, saniert, Objekt wurde bis November 2007 irrtümlich unter Dresdner Straße geführt | 09285815 |
|                                         | Wohnhaus in offener Bebauung | Dresdener Straße 41 (Karte)                                                | 1880er Jahre | Baugeschichtlich von Bedeutung, Objekt wurde bis November 2007 irrtümlich unter Dresdner Straße geführt | 09285826 |
|                                         | Wohnhaus in offener Bebauung mit seitlichem Anbau (Eingang und hölzerne Loggia) | Dresdener Straße 43 (Karte)                                                | Um 1900 | Baugeschichtlich von Bedeutung, profilierte Betongewände, Dachüberstand, hölzerne Konsolen, Gesims über erstem Obergeschoss, Objekt wurde bis November 2007 irrtümlich unter Dresdner Straße geführt | 09285825 |
| Direkt Bild zu diesem Denkmal hochladen | Mietshaus in offener Bebauung mit Einfriedung | Dresdener Straße 60 (Karte)                                                | Um 1890 | Vorstädtisches Mietshaus, baugeschichtlich von Bedeutung, Putzgliederungen, Gesimse, saniert, Kunststofffenster, Objekt wurde bis November 2007 irrtümlich unter Dresdner Straße geführt | 09285975 |
|                                         | Wohnhaus (Ackerbürgerhaus) in nach links geschlossener Bebauung | Fabrikgasse 2 (Karte)                                                      | Nach 1800 | Baugeschichtlich und städtebaulich von Bedeutung, mit originaler Haustür, eingemauerte Kanonenkugel über der Haustür, Krüppelwalmdach | 09285752 |
|                                         | Wohnhaus in offener Bebauung (ehemalige Mühle) | Färbergasse 3 (Karte)                                                      | Nach 1813 | Baugeschichtlich und ortsgeschichtlich von Bedeutung, langer Hecht, Granitportal, breit gelagerter Baukörper | 09285897 |
|                                         | Wohnhaus in geschlossener Bebauung | Fleischergasse 2 (Karte)                                                   | Nach 1813 | Baugeschichtlich von Bedeutung, Fassade verputzt, Schleppgaupe, Korbbogenportal, Dachausbau, leeres Werbefeld | 09285892 |
|                                         | Wohnhaus mit Laden in geschlossener Bebauung | Fleischergasse 4 (Karte)                                                   | Nach 1813 | Baugeschichtlich von Bedeutung, Satteldach, Haustür original | 09285893 |
| Direkt Bild zu diesem Denkmal hochladen | Villa mit halbrundem Turm und Terrasse | Geschwister-Scholl-Straße 4 (Karte)                                        | Um 1930 | Baugeschichtlich und städtebaulich von Bedeutung | 09285671 |
| Weitere Bilder                          | Gedenkstein (Napoleonstein) | Goldbacher Weg 9 (bei) (Karte)                                             | 1913 | Granitobelisk, ortsgeschichtlich von Bedeutung, auf quaderförmigem Sockel, mit Relief Napoleons und Inschrift „12. May 1813–1913“ | 09288468 |
| Direkt Bild zu diesem Denkmal hochladen | Wohnhaus mit Laden in Ecklage | Große Töpfergasse 1 (Karte)                                                | Nach 1813 | Baugeschichtlich und städtebaulich von Bedeutung, Fensterbedachungen und Sohlbänke von Konsolen getragen, Mansarddach mit Fenstern, saniert | 09285861 |
|                                         | Wohnhaus in Ecklage zum Neumarkt | Grunagasse 3 (Karte)                                                       | Um 1813 | Baugeschichtlich von Bedeutung, profiliertes Hauptgesims, originale Tür, Krüppelwalmdach, Dachaufbau (große Gaupe), Kunststofffenster | 09288451 |
|                                         | Wohnhaus in geschlossener Bebauung | Hans-Volkmann-Straße 1 (Karte)                                             | Nach 1813 | Bezeichnet über Tür, baugeschichtlich von Bedeutung, Läden, sehr tiefe Keller, Kern sicher 18. Jahrhundert oder älter, Neuaufbau sicher nach 1813, Tür im Ladeneinbau bezeichnet | 09288408 |
| Direkt Bild zu diesem Denkmal hochladen | Wohnhaus mit Laden (originale Front) in geschlossener Bebauung | Hans-Volkmann-Straße 3 (Karte)                                             | 1860 | Baugeschichtlich von Bedeutung | 09288409 |
|                                         | Wohnhaus in geschlossener Bebauung | Hans-Volkmann-Straße 4 (Karte)                                             | Nach 1813 | Baugeschichtlich von Bedeutung, große Dachgaupe, Kunststofffenster | 09288401 |
| Direkt Bild zu diesem Denkmal hochladen | Wohnhaus in geschlossener Bebauung | Hans-Volkmann-Straße 5 (Karte)                                             | 18. Jahrhundert | Baugeschichtlich von Bedeutung, Mansarddach | 09288410 |
|                                         | Wohnhaus in geschlossener Bebauung | Hans-Volkmann-Straße 11 (Karte)                                            | Nach 1813 | Baugeschichtlich von Bedeutung, Haustür original | 09288411 |
|                                         | Wohnhaus in offener Bebauung | Hellmuth-Muntschick-Straße 4 (Karte)                                       | 1860er Jahre | Baugeschichtlich von Bedeutung, Putznutungen, im Zwischengeschoss unterm Dach Rosettenlüftung, Walmdach, saniert, Kunststofffenster | 09285801 |
|                                         | Wohnhaus in offener Bebauung | Hellmuth-Muntschick-Straße 6 (Karte)                                       | 1860er Jahre | Baugeschichtlich von Bedeutung, Sandsteingewände, Putzprofile über Fenstern, durchgehendes Putzprofilgesims über Erdgeschoss, Drempelgeschoss, über Fenstern im ersten Obergeschoss Dekor und Putznutungen, Kunststofffenster | 09285802 |
|                                         | Wohnhaus in offener Bebauung | Hellmuth-Muntschick-Straße 8 (Karte)                                       | Um 1860 | Hinsichtlich Kubatur und Proportionen weitgehend unverändert erhalten, städtebauliche und baugeschichtliche Bedeutung, schlichter zweigeschossiger massiver Putzbau mit Walmdach | 09304340 |
| Weitere Bilder                          | Evangelische Kreuzkirche und Friedhof Bischofswerda (Sachgesamtheit) | Hellmuth-Muntschick-Straße 11 (Karte)                                      | Neubau 1615 (Kirche); 19. Jahrhundert – 1959 (verschiedene Grabanlagen); 17.–20. Jahrhundert (verschiedene Grabmale); um 1900 (Einfriedungen der Grabanlagen); nach 1918 (Kriegerdenkmal 1. Weltkrieg) | Sachgesamtheit Evangelische Kreuzkirche und Friedhof Bischofswerda mit folgenden Einzeldenkmalen: ehemalige Begräbniskirche, 38 Grabmale, zehn Grabanlagen sowie sämtliche auf dem Friedhof vorhandene Einfriedungen und Kriegerdenkmal für die Gefallenen des Ersten Weltkrieges (siehe Obj. 09285806) sowie Friedhofsgestaltung mit Allee (Gartendenkmal) und äußere Einfriedung als Sachgesamtheitsteil; stadtgeschichtlich und sozialgeschichtlich von Bedeutung. - Einfriedung: schmiedeeiserne Zaunsfelder, Mauer und gemauerte Eingangspfosten - Friedhofsgestaltung: Baumallee hinter der Kirche und Solitärbäume. | 09300686 |
| Weitere Bilder                          | Kreuzkirche, ehemalige Begräbniskirche (Einzeldenkmal zu ID-Nr. 09300686) | Hellmuth-Muntschick-Straße 11 (Karte)                                      | Neubau 1615 (Kirche) | Einzeldenkmal der Sachgesamtheit Evangelische Kreuzkirche und Friedhof Bischofswerda (siehe auch Sachgesamtheitsdokument – Obj. 09300686); ortshistorisch und sozialgeschichtlich von Bedeutung. Schlichter rechteckiger Saalbau mit flacher Decke, abgewalmtes Satteldach mit Dachreiter, Details aus der Zeit der Erneuerung, Kruzifix von Christoph Walther um 1535, Kanzel von Hans Walther Mitte 16. Jahrhundert, Taufe 1561, alle Sandsteinarbeiten 1813 aus Kapelle des Schlosses Stolpen übergeben. Evangelische Kreuzkirche, ehemalige Begräbniskirche (Helmut-Muntschick-Str. 11). Kleine breitgelagerte Saalkirche mit geradem Chorschluss von 1647–52. Nach dem Stadtbrand von 1814 unter Johann Gottlieb Michael wiederaufgebaut. Restaurierungen 1889 und 1973. Verputzter Bruchsteinbau mit abgewalmtem Satteldach, Rundbogenfenstern und schlichtem Rundbogenportal. Flache hölzerne Kassettendecke, sternförmig über dem Altar, mit Lilien bemalt, ebenso wie das Gestühl um 1900 unter Leitung von Theodor Quentin eingebaut. Kolossaler steinerner Altarkruzifixus auf einer Sandsteinmensa, um 1535, Christoph Walther I zugeschrieben. Qualitätvolle runde Sandsteinkanzel von Hans Walther II mit vier großen Relieffeldern (Sündenfall, Vertreibung aus dem Paradies, Kreuzigung, Auferstehung), ein Engel als Trägerfigur auf niedrigem Postament, Mitte 16. Jahrhundert. Schlichte, reich profilierte Sandsteintaufe ohne ornamentalen Schmuck von 1561, die drei Arbeiten aus der e Schloßkapelle Stolpen, Kr. Sächsische Schweiz, 1813 übergeben. Zwei gute Holzfiguren (Maria mit Kind und hl. Barbara), um 1500. Auf dem Friedhof zahlreiche, zum Teil aufwendige Grabdenkmäler des 18. und 19. Jahrhundert mit Akanthusranken und Wappenkartuschen. | 09285806 |
| Weitere Bilder                          | 38 Grabmale (Einzeldenkmale zu ID-Nr. 09300686) | Hellmuth-Muntschick-Straße 11 (Karte)                                      | 17.–20. Jahrhundert | Einzeldenkmale der Sachgesamtheit Evangelische Kreuzkirche und Friedhof Bischofswerda (siehe auch Sachgesamtheitsdokument – Obj. 09300686); ortshistorisch und sozialgeschichtlich von Bedeutung. | 09285806 |
|                                         | Zehn Grabanlagen (Einzeldenkmale zu ID-Nr. 09300686) | Hellmuth-Muntschick-Straße 11 (Karte)                                      | 17.–20. Jahrhundert | Einzeldenkmale der Sachgesamtheit Evangelische Kreuzkirche und Friedhof Bischofswerda (siehe auch Sachgesamtheitsdokument – Obj. 09300686); ortshistorisch und sozialgeschichtlich von Bedeutung. - Grabanlage Nummer 13: Johann Friedrich Beyer und Norbert Fritz Beyer - Grabanlage Nummer 16: Oskar Engelhardt 17.1.1829–23.2.1911 und Frau Henriette und Stadtgutsbesitzer - Grabanlage Nummer 34: Werner Lange 2.8.1906–7.7.1968 und Frieda Lange 1882–1917 und Fritz Wenzel 26.4.1908–28.10.1985 - Grabanlage Nummer 47: Fam. Grosse, Fam. Simon, Fam. Candrian - Grabanlage Nummer 53: Gottlob Ehregott Benjamin Herrmann 5.6.1806–27.12.1868 - Grabanlage Nummer 93: im Luftkampf starben den Heldentod, Ernst Grossmann-Herrmann 29.05.1915–03.06.1940, Fabrikbesitzer, Ernst-Herrmann Grossmann-Herrmann, KGL. Sächs. Kommerzienrat, Ritter des Albrechtsordens, I. Klasse Rittmeister d. R. a. D. d. KGL. Garde-Reiter-Regimentes, Mitkämpfer von 1870/71 geboren 20. März 1849 zu Dresden, gestorben 15. März 1908 zu Bischofswerda - Grabanlage Nummer 142: Fam. Adolf Richter, Färbereibesitzer–Stadtrat - Grabanlage Nummer 143: Fam. Arnold Töpfermeister 26. Juni 1821–20.2.1890, Fam. Plasnick 7.11.1846–13.3.1910 - Grabanlage Nummer 219: Fam. Gräfe - Grabanlage Nummer 226: Fam. Kind | 09285806 |
|                                         | Sämtliche, auf dem Friedhof vorhandene Einfriedungen (Einzeldenkmale zu ID-Nr. 09300686) | Hellmuth-Muntschick-Straße 11 (Karte)                                      | Um 1900 | Einzeldenkmale der Sachgesamtheit Evangelische Kreuzkirche und Friedhof Bischofswerda (siehe auch Sachgesamtheitsdokument – Obj. 09300686); ortshistorisch und sozialgeschichtlich von Bedeutung | 09285806 |
|                                         | Kriegerdenkmal für die Gefallenen des Ersten Weltkrieges (Einzeldenkmal zu ID-Nr. 09300686) | Hellmuth-Muntschick-Straße 11 (Karte)                                      | Nach 1918 | Einzeldenkmal der Sachgesamtheit Evangelische Kreuzkirche und Friedhof Bischofswerda (siehe auch Sachgesamtheitsdokument – Obj. 09300686); ortshistorisch und sozialgeschichtlich von Bedeutung | 09285806 |
|                                         | Wohnhaus (Ackerbürgerhaus) in geschlossener Bebauung | Herrmannstraße 5 (Karte)                                                   | 1. Hälfte 19. Jahrhundert | Baugeschichtlich von Bedeutung, Korbbogenportal, Remisenzufahrt, Antrag auf Abbruch, Auflage für Wiederaufbau | 09285755 |
| Direkt Bild zu diesem Denkmal hochladen | Wohnhaus (Ackerbürgerhaus) und Hofeinfahrt mit originalem hölzernem Tor | Herrmannstraße 7 (Karte)                                                   | Um 1800 | Baugeschichtlich von Bedeutung, Drempelgeschoss, saniert | 09285754 |
|                                         | Wohnhaus (Ackerbürgerhaus) in Ecklage | Herrmannstraße 9 (Karte)                                                   | Nach 1800 | Baugeschichtlich von Bedeutung, Krüppelwalm zur Herrmannstraße, Korbbogenportal | 09285753 |
| Direkt Bild zu diesem Denkmal hochladen | Wohnhaus in offener Bebauung, ohne hintere Anbauten | Hohe Straße 2 (Karte)                                                      | Um 1850/1860, Kern älter | Baugeschichtlich von Bedeutung, erstes Obergeschoss korbbogiger Fensterabschluss, Sandsteingewände im Erdgeschoss, erstes und zweites Obergeschoss überputzt, Walmdach | 09285705 |
| Direkt Bild zu diesem Denkmal hochladen | Eisenbahnbrücke | Horkaer Weg (Karte)                                                        | Um 1900 | Bogenbrücke aus Granit, eisenbahn- und technikgeschichtlich von Bedeutung | 09306580 |
| Direkt Bild zu diesem Denkmal hochladen | Fußgängertunnel | Horkaer Weg (östlich der zweibogigen Brücke) (Karte)                       | Um 1900 | Granit, verkehrsgeschichtlich von Bedeutung | 09285676 |
| Direkt Bild zu diesem Denkmal hochladen | Eisenbahnbrücke | Horkaer Weg (Karte)                                                        | Bezeichnet mit 1901 | Bahnstrecke Görlitz–Dresden; zweibogige Brücke aus Granit, eisenbahngeschichtlich und technikgeschichtlich von Bedeutung | 09285675 |
| Direkt Bild zu diesem Denkmal hochladen | Villa Arnold mit hoher Stützmauer | Horkaer Weg 1 (Karte)                                                      | Um 1890 | Baugeschichtlich von Bedeutung. - Wohnhaus: Klinker mit Sandsteingewänden - Nebengebäude: Klinker, ehemals Gartenlokal des Stadtbades, Nebengebäude und Pavillon abgebrochen, Stützmauer Bruchstein | 09285673 |
| Weitere Bilder                          | Katholische Pfarrkirche St. Benno und Pfarrei | Johann-Sebastian-Bach-Straße 1 (Karte)                                     | 1923 | Baugeschichtlich und ortsgeschichtlich von Bedeutung, Kirche im Heimatstil, mit vierfach abgetrepptem Turm, Granitsockel, Fenstergewände abgerundet, Putzritzungen, zum Teil Quaderfries unter Gesims, saniert, das Pfarrhaus mit Dachüberstand und Holzverzierungen, stand bis 2007 irrtümlich unter Nummer 1a in der Denkmalliste | 09285797 |
|                                         | Villa mit Park, Einfriedung und Einfahrt (Gräfenburg) | Johann-Sebastian-Bach-Straße 6 (Karte)                                     | Nach 1900 | Baugeschichtlich von Bedeutung, Villa mit Vorbau und seitlichem Turm, Granitsockel, Sandsteingewänden sowie Sandsteinreliefs, gemauerter Bogen mit schmiedeeisernem Tor, saniert | 09285798 |
|                                         | Wohnhaus in geschlossener Bebauung und Ecklage | Kamenzer Straße 2a (Hauptanschrift:Altmarkt 2a) (Karte)                    | Nach 1813 | Baugeschichtlich und städtebaulich von Bedeutung, Eckhaus, mit hinterem Anbau an Kamenzer Straße, Teilneubau, Läden mit Korbbogenfenstern, im zweiten Obergeschoss Korbbogenfenster, Walmdach, saniert | 09285866 |
|                                         | Wohnhaus mit Laden (originale Front) in geschlossener Bebauung | Kamenzer Straße 3 (Karte)                                                  | Nach 1813 | Baugeschichtlich und städtebaulich von Bedeutung, originale Haustür, saniert, Kunststofffenster | 09285909 |
|                                         | Wohnhaus in geschlossener Bebauung | Kamenzer Straße 5 (Karte)                                                  | Nach 1813 | Baugeschichtlich und städtebaulich von Bedeutung, nachträglicher Erdgeschoss-Laden, saniert | 09289199 |
|                                         | Wohnhaus mit zwei Läden (originale Fronten) in geschlossener Bebauung | Kamenzer Straße 7 (Karte)                                                  | Nach 1813 | Baugeschichtlich und städtebaulich von Bedeutung, neue Fenster, Zahnschnittfries als Ortgesims, saniert | 09285910 |
|                                         | Wohnhaus in geschlossener Bebauung | Kamenzer Straße 9 (Karte)                                                  | Nach 1813 | Baugeschichtlich und städtebaulich von Bedeutung, Korbbogenportal mit originaler Tür, profiliertes Hauptgesims, zurzeit (1993) Restaurierung, mit Laden, saniert, beidseitiger Ladenausbau | 09285911 |
|                                         | Wohnhaus mit Laden (originale Front) in geschlossener Bebauung | Kamenzer Straße 16 (Karte)                                                 | Ende 19. Jahrhundert | Baugeschichtlich von Bedeutung, Dachgaupenausbau | 09288404 |
|                                         | Wohnhaus in offener Bebauung, mit Hofflügel | Kamenzer Straße 21 (Karte)                                                 | 1. Hälfte 19. Jahrhundert | Baugeschichtlich von Bedeutung, Krüppelwalmdach, ein Obergeschoss | 09285913 |
|                                         | Doppelwohnhaus | Kamenzer Straße 23, 25 (Karte)                                             | 1. Hälfte 19. Jahrhundert | Baugeschichtlich und städtebaulich von Bedeutung, zwei Eingänge, ein Obergeschoss, Drempelgeschoss, Korbbogen, Abbruchgenehmigung für die Doppelhaushälfte Nummer 25 vom 11. Januar 2010 (Landratsamt Bautzen) | 09285914 |
|                                         | Wohnhaus in offener Bebauung | Kamenzer Straße 31 (Karte)                                                 | Um 1870 | Reiche Putzfassade, baugeschichtlich und straßenbildprägend von Bedeutung, sehr gediegener Stuck, Kunststofffenster | 09285998 |
|                                         | Mietshaus in offener Bebauung | Kamenzer Straße 35 (Karte)                                                 | Um 1890 | Baugeschichtlich von Bedeutung, Mittelrisalit mit Giebel, Dachhäuschen, Putzgliederung, saniert | 09285994 |
|                                         | Mietshaus in offener Bebauung | Kamenzer Straße 37 (Karte)                                                 | Um 1890 | Baugeschichtlich von Bedeutung, Mittelrisalit mit Giebel, Dachhäuschen, Putzgliederung | 09285995 |
|                                         | Wohnhaus in offener Bebauung | Kamenzer Straße 39 (Karte)                                                 | 1890er Jahre | Baugeschichtlich von Bedeutung, Schweizerhausstil, Dachüberstand, Zierfachwerk, Blendbögen u. a. Zierrat aus Klinker. Dachhäuschen | 09289200 |
|                                         | Wohnhaus mit Einfriedung | Kamenzer Straße 43 (Karte)                                                 | Um 1900 | Baugeschichtlich von Bedeutung, Hauptgesims und Fenstergewände stark profiliert | 09285996 |
|                                         | Krankenhaus mit Anbauten (Handelsschule, Kreiskrankenhaus, Klinikum Bautzen-Bischofswerda) | Kamenzer Straße 55 (Karte)                                                 | 1899 | Baugeschichtlich und ortsgeschichtlich von Bedeutung, zwei große Giebel außen jeweils angebaut, saniert, teilweise Ärztehaus | 09285997 |
|                                         | Mietshaus in geschlossener Bebauung | Karl-Liebknecht-Straße 2 (Karte)                                           | 1890er Jahre | Baugeschichtlich von Bedeutung, „Fritz Schmidt-Ofengeschäft“ Inschrift Erdgeschoss 1920er Jahre, Erdgeschoss verputzt, erstes und zweites Obergeschoss gelber Klinker, Sandsteingewände | 09285713 |
| Direkt Bild zu diesem Denkmal hochladen | Kino (ehemalige Volkslichtspiele) im ehemaligen Festsaal des Hotels König Albert (siehe 09285708, Bahnhofstraße 23) | Karl-Liebknecht-Straße 2a (Karte)                                          | 1890er Jahre | Baugeschichtlich und straßenbildprägend von Bedeutung | 09306957 |
|                                         | Mietshaus in nach links geschlossener Bebauung | Karl-Liebknecht-Straße 5 (Karte)                                           | Um 1870/1880 | Jetzt Volksbank, baugeschichtlich von Bedeutung, saniert, Kunststofffenster | 09285710 |
|                                         | Mietshaus in geschlossener Bebauung, mit originaler Hofdurchfahrt | Karl-Liebknecht-Straße 6 (Karte)                                           | 1890er Jahre | Baugeschichtlich von Bedeutung, Erdgeschoss verputzt mit Putznutungen, Obergeschoss gelber Klinker, Sandsteingewände, originale Hofdurchfahrt | 09285712 |
|                                         | Mietshaus in geschlossener Bebauung, mit originaler Hofdurchfahrt | Karl-Liebknecht-Straße 7 (Karte)                                           | 1890er Jahre | Baugeschichtlich von Bedeutung, zwei Seiten (rechts/links) vorgezogen mit gebrochenem Giebel, Erdgeschoss verputzt, erstes und zweites Obergeschoss gelber Klinker, Sandsteingewände und -elemente, Reste von Schablonenmalerei im Eingangsbereich, Kunststofffenster | 09285714 |
|                                         | Mietshaus in geschlossener Bebauung, mit originaler Hofdurchfahrt | Karl-Liebknecht-Straße 9 (Karte)                                           | 1890er Jahre | Baugeschichtlich von Bedeutung, erstes und zweites Obergeschoss gelber Klinker mit roten Blendern, Sandsteingewände, Dachausbauten mit Sandsteingewänden (Fenster) | 09285721 |
|                                         | Mietshaus in geschlossener Bebauung, mit originaler Hofdurchfahrt | Karl-Liebknecht-Straße 11 (Karte)                                          | 1890er Jahre | Originale Hofdurchfahrt, Klinkerfassade, baugeschichtlich von Bedeutung, Erdgeschoss verputzt, Putznutungen, erstes und zweites Obergeschoss gelber Klinker mit roten Blendern, Sandsteingewände, Fenster und Haustür saniert | 09285722 |
|                                         | Mietshaus in geschlossener Bebauung | Karl-Liebknecht-Straße 12 (Karte)                                          | 1890er Jahre | Baugeschichtlich von Bedeutung, langer Hecht, Korbbogenportal, saniert, Kunststofffenster | 09285956 |
| Direkt Bild zu diesem Denkmal hochladen | Mietshaus in geschlossener Bebauung mit originaler Hofdurchfahrt | Karl-Liebknecht-Straße 13 (Karte)                                          | 1890er Jahre | Originale Hofdurchfahrt, Klinkerfassade, baugeschichtlich von Bedeutung, rechte und linke Seite vorgezogen, mit Giebel, gelber Klinker | 09285725 |
|                                         | Mietshaus in geschlossener Bebauung | Karl-Liebknecht-Straße 14 (Karte)                                          | 1890er Jahre | Baugeschichtlich von Bedeutung, saniert, Kunststofffenster | 09288516 |
|                                         | Mietshaus in geschlossener Bebauung mit originaler Hofdurchfahrt | Karl-Liebknecht-Straße 15 (Karte)                                          | 1890er Jahre | Originale Hofdurchfahrt, Klinkerfassade, baugeschichtlich von Bedeutung, gelber Klinker, originale Fenster und Haustür aufgearbeitet | 09285726 |
|                                         | Mietshaus in geschlossener Bebauung | Karl-Liebknecht-Straße 16 (Karte)                                          | 1890er Jahre | Klinkerfassade, baugeschichtlich von Bedeutung, Erdgeschoss verputzt, Putznutungen, erstes und zweites Obergeschoss gelber Klinker, vorgezogene rechte Seite mit gebrochenem Giebel, saniert, Kunststofffenster | 09285720 |
|                                         | Mietshaus in geschlossener Bebauung | Karl-Liebknecht-Straße 17 (Karte)                                          | 1890er Jahre | Klinkerfassade, baugeschichtlich von Bedeutung, gelber Klinker, mit linkem seitlichem Giebel, originale Fenster und Haustür aufgearbeitet | 09285728 |
|                                         | Mietshaus in geschlossener Bebauung | Karl-Liebknecht-Straße 18 (Karte)                                          | 1890er Jahre | Klinkerfassade, baugeschichtlich von Bedeutung, gelber Klinker, originale Eingangstür, Fenster und Türen original | 09285723 |
|                                         | Mietshaus in geschlossener Bebauung | Karl-Liebknecht-Straße 20 (Karte)                                          | 1890er Jahre | Klinkerfassade, baugeschichtlich von Bedeutung, gelber Klinker, originale Eingangstür, saniert | 09285724 |
|                                         | Mietshaus in geschlossener Bebauung | Karl-Liebknecht-Straße 22 (Karte)                                          | 1890er Jahre | Klinkerfassade, baugeschichtlich von Bedeutung, gelber Klinker, originale Eingangstür, saniert | 09285727 |
|                                         | Mietshaus in geschlossener Bebauung | Karl-Liebknecht-Straße 24 (Karte)                                          | 1890er Jahre | Klinkerfassade, baugeschichtlich von Bedeutung, gelber Klinker, mit originalem Eingang (Tür) | 09285729 |
|                                         | Reste der ehemaligen Stadtmauer mit Pforte im hinteren Flurstücksbereich und Wohnhaus in geschlossener Bebauung | Kirchgasse 1 (Karte)                                                       | Bezeichnet mit 1816 (Wohnhaus); um 1286 (Stadtmauer) | Einzeldenkmal der Sachgesamtheit Stadtbefestigung (siehe auch Sachgesamtheitsdokument Obj. 09301453); ortsgeschichtlich und städtebaulich von Bedeutung. Wohnhaus bezeichnet im Schlussstein des Korbbogenportals, zwei Reihen Fledermausgaupen (teilsaniert), originale Haustür, ein neues (nicht-denkmalgerechtes) Ladenfenster, saniert, teilweise originale Fenster. | 09285906 |
|                                         | Wohnhaus in geschlossener Bebauung | Kirchgasse 2 (Karte)                                                       | Bezeichnet mit 1816 | Baugeschichtlich und städtebaulich von Bedeutung, Korbbogenportal mit originaler Haustür, Granitgewände, denkmalgerecht saniert, originale Fenster | 09285907 |
|                                         | Wohnhaus in geschlossener Bebauung | Kirchgasse 3 (Karte)                                                       | Nach 1813 | Baugeschichtlich und städtebaulich von Bedeutung, Korbbogenhofeinfahrt, Satteldach, originale Fenster | 09285905 |
|                                         | Wohnhaus in Ecklage | Kirchgasse 5 (Karte)                                                       | Nach 1813 | Baugeschichtlich und städtebaulich von Bedeutung, Korbbogenportal, teilweise Kunststofffenster | 09285904 |
| Weitere Bilder                          | Christuskirche mit mehreren alten Grabplatten an der Südwand | Kirchplatz 1 (Karte)                                                       | 1818, Vorgänger ab 1100 (Kirche); 17. Jahrhundert (Grabplatten) | Baugeschichtlich und ortsgeschichtlich von Bedeutung, am Portal Mosaik, bezeichnet mit 1907, von Joseph Goller, Kirche 1813 abgebrannt. Dreischiffige Basilika. Nach dem Stadtbrand 1813 Wiederaufbau bis 1816 unter Verwendung der mittelalterlichen Umfassungsmauern mit Ausnahme des Chores durch Gottlob Friedrich Thormeyer. Der Bau von 1497 war eine dreischiffige Hallenkirche. Quadratischer Nordwestturm in drei Geschossen mit achtseitigem Glockengeschoss und glockenförmiger Haube sowie obeliskenartiger Spitze. Die Blendarchitektur angelehnt an das Obergeschoss des e Dresdner Schlossturmes. Restaurierungen 1889, 1926, 1979/80 und 1990/91. Verputzter Bruchsteinbau mit geradem Chorschluss und Sakristei im Osten, Satteldach. Strebepfeiler und schlanke Rundbogenfenster, im Obergaden halbkreisförmige Fenster. Schlichtes Hauptportal mit Blendbogen und Dreieckgiebel, geschmückt mit in Jugendstilformen gestaltetem Mosaik: Christus, Tierkreiszeichen und zwei Engel, von Villeroy & Boch 1907, nach Entwurf von Josef Goller. Großer hoher Raum mit zwei schmalen Seitenschiffen, vom Mittelschiff durch je zwei mächtige Pfeiler mit drei Rundbogenarkaden abgetrennt. Flachgedeckt über hoher Kehle. In den Arkaden dreigeschossige schlichte Holzemporen, im Osten zu beiden Seiten logenartig geschlossen, die Orgelempore konvex vorschwingend. Ausstattung von klassizistischer Monumentalität: Über der hölzernen Mensa Emmaus-Wunder von Karl Gottlob Schönherr, 1889, darüber nahezu über die ganze Breite des Chores verlaufende schlichte Kanzelempore mit polygonalem hölzernen Kanzelkorb. In rundbogiger Nische dahinter ein monumentales Gemälde der Auferstehung Christi von 1889 nach einem Entwurf von Karl Gottlob Schönherr, ausgeführt von Erhard Ludewig Winterstein. Steinerne Taufe auf vier vergoldeten Löwenfüßen mit schlichtem Zinnbecken und Holzdeckel. Reizvoller Orgelprospekt von 1825, Klangwerk von Eule, 1879, verändert von Schuster, 1941. An der Südseite der Kirche Grabstein der Blandina Staubeuser († 1644), Sandstein, Darstellung einer jungen Frau, die zwei Wickelkinder in den Armen hält. Grabstein eines Sohnes des Archidiakonus Ketner († 1645), Sandsteinrelief eines Mannes, in der Linken ein Buch, die Rechte erhoben. | 09285890 |
|                                         | Pfarrhaus | Kirchplatz 2 (Karte)                                                       | 1953 | Ortsgeschichtlich von Bedeutung | 09285889 |
|                                         | Wohnhaus mit Laden in geschlossener Bebauung und Ecklage | Kirchstraße 2 (Karte)                                                      | Nach 1813 | Baugeschichtlich und straßenbildprägend von Bedeutung, sicher mehrfach verändert, Walmdach mit Fledermausgaupen, Fachwerk (verputzt)? | 09288430 |
|                                         | Wohnhaus mit Laden (originale Front) in geschlossener Bebauung | Kirchstraße 3 (Karte)                                                      | Nach 1813 | Baugeschichtlich und städtebaulich von Bedeutung, Tür mit Korbbogenportal | 09288431 |
|                                         | Wohnhaus in geschlossener Bebauung mit zwei originalen Läden, Hinterhaus, Bruchsteinmauer im Grundstück vom Wohnhaus zum Nebengebäude sowie Einfriedungsmauer entlang des Rumpeltgäßchens und hinter dem Nebengebäude (bzw. als dessen äußerer Abschluss) | Kirchstraße 5 (Karte)                                                      | Nach 1860 | Baugeschichtlich und städtebaulich von Bedeutung, Wohnhaus mit originaler Haustür und Pultdach mit Kunststofffenstern, zwei großen Dachgaupen, Neben- (Hinter-)gebäude eingeschossig aus Bruchstein- und Ziegelmauerwerk, Mauern aus Bruchstein, Granit und Feldstein | 09288432 |
|                                         | Wohnhaus in geschlossener Bebauung und Ecklage | Kirchstraße 7 (Karte)                                                      | Spätes 18. Jahrhundert | Baugeschichtlich und städtebaulich von Bedeutung, Krüppelwalmdach, originale barocke Haustür, Erdgeschoss durch neuen Laden (unangepasster Stil) verändert, nur seitliche Säulen original, nordwestlicher Anbau am Rumpeltgäßchen zweigeschossig mit Pultdach zum Hof, Kubatur und Proportionen unverändert, in gleichmäßigen Abständen angeordnete Fenster mit Sandsteingewänden | 09288433 |
|                                         | Wohnhaus mit historischer Gaststätte in geschlossener Bebauung und Ecklage (Gasthaus Gambrinus) | Kirchstraße 10 (Karte)                                                     | Nach 1813 | Baugeschichtlich und ortsgeschichtlich von Bedeutung, Granittürgewände auf Gassenseite, Fenster teils original, teils vergrößert, Tür zur Straßenseite mit Granitgewände und Korbbogen, Gedenktafel: Geburtshaus von Oskar Ernst Bernhardt (1875–1941), genannt Abd-ru-shin, Verfasser der Gralsbotschaft, saniert | 09288429 |
| Direkt Bild zu diesem Denkmal hochladen | Wohnhaus mit Laden in geschlossener Bebauung | Kirchstraße 17 (Karte)                                                     | Um 1880 | Baugeschichtlich und städtebaulich von Bedeutung, Sockelgeschoss Putzfassade, Obergeschoss Klinkerfassade, Segmentbogenportal mit Schlussstein (Diamantquader), saniert, originale Fenster nachgebaut | 09288440 |
|                                         | Wohnhaus mit Laden in geschlossener Bebauung | Kirchstraße 19 (Karte)                                                     | Nach 1813 | Baugeschichtlich und städtebaulich von Bedeutung, Korbbogenportal, Dachausbau in unangepasstem Stil, Laden nach 1860 eingebaut, saniert, Kunststofffenster | 09288441 |
|                                         | Wohnhaus mit Laden in geschlossener Bebauung | Kirchstraße 21 (Karte)                                                     | Nach 1813 | Baugeschichtlich und städtebaulich von Bedeutung, Segmentbogenportal, originale Haustür | 09288442 |
| Direkt Bild zu diesem Denkmal hochladen | Wohnhaus mit Laden in geschlossener Bebauung | Kirchstraße 22 (Karte)                                                     | Nach 1813 | Baugeschichtlich von Bedeutung, zwei Fledermausgaupen | 09288427 |
|                                         | Wohnhaus mit Laden (originale Front) in geschlossener Bebauung | Kirchstraße 24 (Karte)                                                     | 1. Hälfte 19. Jahrhundert | Hofdurchfahrt im hinteren Grundstück, baugeschichtlich, ortsgeschichtlich und städtebaulich von Bedeutung, Klinkerfassade, originales Firmenschild: Firma Carl Teich 1864–1987, Wohnhaus mit originaler Ladenfront, alter Haustür, originalem Treppenhaus mit historischem Fliesenfußboden im Eingangsbereich, sehr schöner hölzerner Treppe und authentischen hölzernen Innentüren mit farbigem Bleiglas, in der Obergeschoss-Wohnung noch originale Öfen und schöne alte Innentüren mit profilierten Rahmen, ehemals gewerblich genutzter Hofflügel (massiv, teilweise verputzt) unterteilt in mehrere zwei- bzw. im hinteren Teil eingeschossige Gebäudeabschnitte, mittlerer Teil Klinker mit korbbogigen Industriefenstern im Erdgeschoss, Wandbild mit Darstellung der historischen Gebäude Wohnhaus (Straßenfassade) und Hofflügel mit Schriftzug „Fahrrad-Industriewerk und Emaillier- und Vernickelungs-Anstalt, Geschäft Gr. Kirchgasse 24“ | 09288426 |
|                                         | Verwaltungsgebäude (Finanzamt) sowie zugehöriger Anbau (Sozialtrakt) sowie Außenanlagen, Brunnen und Plastiken | Kirchstraße 25 (Karte)                                                     | 1959–1962 | Zeittypische Stahlbetonskelett-Fertigteilbauweise, baugeschichtliche Bedeutung und singuläres Beispiel der 1960er-Jahre-Architektur in Bischofswerda. Fünfgeschossiger Baukörper (einschließlich Sockelgeschoss) von ca. 70 m Länge in Nordost-Südwest-Ausrichtung (in Fortsetzung der Flucht des vorhandenen Schulgebäudes) mit südöstlichem Anbau (Sozialbau), als Verwaltungsgebäude des Rates des Kreises Bischofswerda errichtet, zeittypischer Fertigteilbau (alle Betonteile vorgefertigt und auf Baustelle montiert), Bau war Prototyp dieser Bauweise und 2. Gebäude dieser Ausprägung im Regierungsbezirk Dresden. Stirnwände 49 cm starkes Ziegelmauerwerk, Innenwände ebenfalls, Seitenwände des Windfangs in Stahlbeton, Brüstungsfelder beider Längsseiten des Hauptgebäudes mit breiter, glatter Putzfasche, sämtliche sichtbaren Betonstufen und Riegel gestockt, sämtliche Treppenanlagen auf Stahlbetonplatten aufgesetzte Keilstufen mit Terrazzovorsatz, Treppenpodeste Ortsterrazzo. Alle Fenster in Holz und Normgrößen, alle Innentüren (mit Ausnahmen Türen der Nebengebäude) in Holz und Normgrößen. Außenanlagen mit gestalterischem Bezug zum Hauptgebäude, Zufahrt = Kiesschotterung und Pflasterung, ansonsten Rasenflächen, Strauchwerk, Baum- und Gehölzpflanzungen. Brunnen in der Grünanlage, Brunnenplastik „Spielende Kinder“ von Harry Schulze. | 09301415 |
|                                         | Wohnhaus in geschlossener Bebauung | Kirchstraße 26 (Karte)                                                     | Hofgebäude 18. Jahrhundert, Wohnhaus um 1850 | Baugeschichtlich und städtebaulich von Bedeutung. - Wohnhaus (Vorderhaus, um 1850): klassizistische Haustür mit Korbbogenportal, Konsolfries unter Traufe, Krüppelwalmdach - Hinterhaus / Hofgebäude als Denkmal 9/2017 gestrichen wegen stattgefundener baulicher Veränderungen | 09288424 |
| Weitere Bilder                          | Schulgebäude mit Vorplatz und Vorgarten sowie Denkmal für die Opfer des Faschismus | Kirchstraße 27 (Karte)                                                     | 1863 | Baugeschichtlich, gartenkünstlerisch, ortsgeschichtlich sowie städtebaulich von Bedeutung. - Schulgebäude: langgestreckter Bau mit zwei Seitenvorbauten mit Dreiecksgiebel und Verbindungsbau mit Uhrturm (figürliche Darstellungen) - Denkmal für Opfer des Faschismus: zweistufiger Sockel (Granit) mit Granitgedenkstein, Inschrift: „Den Opfern des Faschismus“, mit Granitsteinen eingefasste dreieckige Grünfläche, davor und seitlich je ein Betonblumentopf mit Sockel - Schulfreiraum: regelmäßige Gestaltung von dem bedeutenden Dresdner Gartenkünstler Max Bertram. | 09285697 |
| Weitere Bilder                          | Schulgebäude und Nebengebäude mit Vorplatz und Vorgarten sowie sowjetischem Ehrenmal | Kirchstraße 29 (Karte)                                                     | 1901 (Schule); nach 1945 (Mahn- und Gedenkstätte Sowjetbürger) | Baugeschichtlich, ortsgeschichtlich, gartenkünstlerisch und städtebaulich von Bedeutung. - Schule: Sandsteinquader-Erdgeschoss, Portal und Giebelmotiv (Wappen) Sandstein, betonte Mittelachse, erstes und zweites Obergeschoss Klinker, rechter und linker Seitenrisalit mit Dreiecksgiebel bekrönt, Sandsteingewände, Gliederungs- und Schmuckmotive, Sockel: Putzrustika - Nebengebäude: kleiner zweigeschossiger Putzbau mit Mansardwalmdach, Putzspiegeln im Erdgeschoss und hochrechteckigen Fenstern im Obergeschoss, Biberschwanz-Dachdeckung, Eisentür - Denkmal für sowjetische Gefallene mit schlichter Einfriedung: schlichter zweistöckiger Granitsockel, Denkmalstein (rechteckig) mit goldener Inschrift, bei Ortsbegehung 2/2007 fehlte der darauf gehörige Stern. | 09285698 |
|                                         | Verwaltungsgebäude (Amtsgericht) und ehemaliges Gefängnis | Kirchstraße 30a, 32 (Karte)                                                | Um 1850/1860, Kern älter (Gericht); um 1850 (Gefängnis) | Ortsgeschichtlich von Bedeutung. - Gericht: Neunachsiger, dreigeschossiger Bau mit zwei Gesimsen und profiliertem Ortgesims, Walmdach, saniert - Gefängnis: ohne hinteren Anbau, dreigeschossiger fünfachsiger Bau mit Walmdach, Eingang Korbbogenportal im Hof | 09285695 |
|                                         | Wohnhaus, nach rechts offene Bebauung | Kirchstraße 34 (Karte)                                                     | Um 1870/1880 | Baugeschichtlich von Bedeutung, mit Stuckornamentik im Erdgeschoss und Obergeschoss zwei figürliche Darstellungen (Köpfe), nachträglicher Erdgeschoss-Laden | 09285696 |
|                                         | Wohnhaus in offener Bebauung | Kirchstraße 38 (Karte)                                                     | 1860 | Baugeschichtlich von Bedeutung, Walmdach, profiliertes Hauptgesims (Sandstein), profilierte Sandsteingewände, Haustür teilweise original, aufwändig gestalteter Sockel (Klinker) als Rest des ehemaligen Schornsteines | 09288444 |
|                                         | Wohnhaus in geschlossener Bebauung | Kirchstraße 42 (Karte)                                                     | Um 1870/1880 | Baugeschichtlich und städtebaulich von Bedeutung, Erdgeschoss rundbogige Fenster mit Rosetten und Putzbändern eingefasst, rechts und links vorgezogene Seite, Putznutungen, originale Haustür, Stuck im Eingangsbereich, saniert | 09285699 |
|                                         | Wohnhaus in geschlossener Bebauung | Kleine Töpfergasse 3 (Karte)                                               | 1. Hälfte 19. Jahrhundert | Baugeschichtlich von Bedeutung, Korbbogenportal | 09285966 |
|                                         | Wohnhaus in geschlossener Bebauung | Kleine Töpfergasse 7 (Karte)                                               | Um 1850 | Obergeschoss Fachwerk verputzt, baugeschichtlich und städtebaulich von Bedeutung, Fachwerk verputzt, teilweise originale Fenster | 09285964 |
|                                         | Wohnhaus in geschlossener Bebauung | Kleine Töpfergasse 9 (Karte)                                               | 1. Hälfte 19. Jahrhundert | Baugeschichtlich von Bedeutung, ein Obergeschoss, Korbbogenportal mit Schlussstein, originale Fenster | 09285962 |
|                                         | Wohnhaus in geschlossener Bebauung | Kleine Töpfergasse 11 (Karte)                                              | 1. Hälfte 19. Jahrhundert | Baugeschichtlich von Bedeutung, ein Obergeschoss, originale Fenster | 09285961 |
| Direkt Bild zu diesem Denkmal hochladen | Allee mit Baumreihen sowie Aussichtsplatz mit Resten einer Baumgruppe und Gedenkstein für den Baumeister und Bürgermeister Klengel (Klengelallee) | Klengelweg (Karte)                                                         | 2. Hälfte 19. Jahrhundert | Gedenkstein für den Baumeister und Bürgermeister Klengel, ortsgeschichtlich und landschaftsgestaltend von Bedeutung. | 09288488 |
| Direkt Bild zu diesem Denkmal hochladen | Wohnhaus in geschlossener Bebauung | Klostergasse 1 (Karte)                                                     | Nach 1813 | Baugeschichtlich und städtebaulich von Bedeutung, originale Haustür | 09288435 |
| Direkt Bild zu diesem Denkmal hochladen | Wohnhaus in geschlossener Bebauung | Klostergasse 3 (Karte)                                                     | Nach 1813 | Baugeschichtlich und städtebaulich von Bedeutung, Kanonenkugel über Eingang | 09288436 |
| Direkt Bild zu diesem Denkmal hochladen | Wohnhaus mit Laden in geschlossener Bebauung | Klostergasse 6 (Karte)                                                     | Nach 1813 | Baugeschichtlich und städtebaulich von Bedeutung, Tür mit Korbbogenportal und Schlussstein, saniert, Kunststofffenster | 09288434 |
|                                         | Wohnhaus mit Laden | Klostergasse 7 (Karte)                                                     | Nach 1813 | Baugeschichtlich und straßenbildprägend von Bedeutung, Segmentbogenportal, Erdgeschossfenster (Fleischerladen) mit Segmentbogen und Kacheln, Walmdach, Giebelseite zur Straße, saniert | 09288437 |
|                                         | Wohngebäude mit Stadtwappen und Sonnenuhr | Lindenstraße 1 (Karte)                                                     | Nach 1813 | Baugeschichtlich von Bedeutung, dem Stadtbaumeister Kandrian, heute evangelischer Kindergarten, saniert | 09289196 |
|                                         | Mietshaus in geschlossener Bebauung mit Einfriedung | Lutherstraße 1 (Karte)                                                     | 1890er Jahre | Baugeschichtlich und städtebaulich von Bedeutung, saniert, Kunststofffenster | 09285790 |
|                                         | Mietshaus in geschlossener Bebauung | Lutherstraße 3 (Karte)                                                     | Um 1900 | Baugeschichtlich und städtebaulich von Bedeutung, abgeschrägte Ecke mit Giebel, Balkons, Erdgeschoss verputzt, erstes und zweites Obergeschoss Klinker, originale Haustür, saniert, Kunststofffenster mit originaler Gliederung | 09285792 |
|                                         | Mietshaus in geschlossener Bebauung mit Einfriedung | Lutherstraße 5 (Karte)                                                     | Nach 1900 | Baugeschichtlich und städtebaulich von Bedeutung, Putzornamentik, Putzbänder, Putzspiegel, Giebel, saniert, Kunststofffenster mit originaler Gliederung | 09285793 |
|                                         | Mietshaus in geschlossener Bebauung | Lutherstraße 7 (Karte)                                                     | Nach 1900 | Baugeschichtlich und städtebaulich von Bedeutung, mit runder Ecke rechtsseitig, originale Fenster, Dachgaupen, saniert, Kunststofffenster mit originaler Gliederung | 09285794 |
|                                         | Villa und Einfriedung | Lutherstraße 11 (Karte)                                                    | Um 1920 | Baugeschichtlich von Bedeutung, gelber Klinker mit Sandsteineckquaderung, Sandsteingewänden, Erker, ohne Anbau | 09285796 |
|                                         | Wohnhaus in geschlossener Bebauung | Neumarkt 3 (Karte)                                                         | 1. Hälfte 19. Jahrhundert | Baugeschichtlich von Bedeutung, Korbbogenportal, originale Haustür | 09285954 |
|                                         | Wohnhaus in Ecklage | Neumarkt 5 (Karte)                                                         | 1. Hälfte 19. Jahrhundert | Baugeschichtlich von Bedeutung, Erdgeschoss-Laden mit originaler Front, Korbbogenportal, saniert | 09285953 |
|                                         | Wohnhaus in geschlossener Bebauung (Gasthaus Germania) | Neumarkt 10 (Karte)                                                        | 1. Hälfte 19. Jahrhundert | Baugeschichtlich von Bedeutung, Drempelgeschoss, Erdgeschoss originale Fenster, Korbbogenportal, Dachaufbau | 09285959 |
|                                         | Wohnhaus in Ecklage | Neumarkt 11 (Karte)                                                        | 1. Hälfte 19. Jahrhundert | Baugeschichtlich von Bedeutung, Krüppelwalmdach, Korbbogenportal mit Anbau im rechten Winkel, Kunststofffenster | 09285960 |
| Weitere Bilder                          | Stiftsgebäude (Hermannstift) | Neustädter Straße 2 (Karte)                                                | Ende 19. Jahrhundert | Baugeschichtlich und ortsgeschichtlich von Bedeutung, großer, breit gelagerter Baukörper, Erdgeschoss und erstes Obergeschoss korbbogig abgeschlossene Fenster, Obergeschoss gerade abgeschlossen, Drempelgeschoss, saniert | 09285691 |
|                                         | Fabrikantenvilla in offener Bebauung | Neustädter Straße 3 (Karte)                                                | 1890er Jahre | Baugeschichtlich von Bedeutung, Klinker, Sandsteingewände, denkmalgerecht saniert, Bauakte von 1887 im Landratsamt Bautzen bezeichnet Objekt als Fabrikantenvilla | 09285681 |
| Direkt Bild zu diesem Denkmal hochladen | Wohnhaus | Neustädter Straße 9 (Karte)                                                | Um 1900 | Baugeschichtlich von Bedeutung, originale Putzgliederung, fast unverändert, ein Fenster im Erdgeschoss stark vergrößert, Hofgebäude abgebrochen | 09285679 |
| Direkt Bild zu diesem Denkmal hochladen | Todesmarsch Schwarzheide–Theresienstadt 1945 (Sachgesamtheit) | Neustädter Straße 12 (bei) (Karte)                                         | Nach 1945 | Sachgesamtheitsbestandteil der Sachgesamtheit Todesmarsch Schwarzheide–Theresienstadt 1945 mit Gedenktafel an den Vorbeizug der KZ-Häftlinge im April 1945 (siehe auch Sachgesamtheit – Obj. 09299874); ortsgeschichtlich von Bedeutung, ist umgesetzt worden von Altmarkt 17 nach hier (1996?) | 09289193 |
| Direkt Bild zu diesem Denkmal hochladen | Wohnhaus in offener Bebauung | Neustädter Straße 24 (Karte)                                               | Um 1900 | Baugeschichtlich von Bedeutung, mit Eckerker, Putzverzierung, saniert, originale Fenster | 09285680 |
|                                         | Wohnhaus in offener Bebauung mit Hofflügel | Osmar-Schindler-Straße 1 (Karte)                                           | Um 1865 | Baugeschichtlich von Bedeutung. Konsolfries statt Hauptgesims unter der Traufe, Sandsteingewände, links große rundbogige Öffnung, hochgezogene Mitte mit Giebel. Hofflügel gewerblich genutzt (alte Druckerei), Straßenname zum Andenken des in Bischofswerda geborenen Malers Osmar Schindler (1867–1927). | 09285803 |
|                                         | Wohnhaus in geschlossener Bebauung | Pfarrgasse 3 (Karte)                                                       | Nach 1813 | Baugeschichtlich von Bedeutung, Korbbogenportal | 09285903 |
|                                         | Wohnhaus in geschlossener Bebauung | Pfarrgasse 5 (Karte)                                                       | Nach 1813 | Baugeschichtlich von Bedeutung, Korbbogenportal, Putznutungen, originale Haustür, Putzverzierungen der Fenster erhalten | 09285900 |
| Direkt Bild zu diesem Denkmal hochladen | Wohnhaus in geschlossener Bebauung | Pfarrgasse 7 (Karte)                                                       | Nach 1813 | Baugeschichtlich von Bedeutung | 09285899 |
|                                         | Reste der ehemaligen Stadtmauer im hinteren Flurstücksbereich und Wohnhaus in halboffener Bebauung mit Gedenkplatte (Geburtshaus Johannes Pache) | Pfarrgasse 8 (Karte)                                                       | Nach 1813 (Wohnhaus); um 1286 (Stadtmauer) | Einzeldenkmal der Sachgesamtheit Stadtbefestigung (siehe auch Sachgesamtheitsdokument Obj. 09301453); ortsgeschichtlich und städtebaulich von Bedeutung, Geburtshaus des Kantors und Komponisten Johannes Fürchtegott Jonathan Pache (1857–1897), Krüppelwalmdach, Korbbogenportal außer Türgewände | 09285891 |
|                                         | Wohnhaus in nach links geschlossener Bebauung | Pfarrgasse 9 (Karte)                                                       | Nach 1813 | Baugeschichtlich von Bedeutung, Korbbogenportal mit Schlussstein | 09285898 |
|                                         | Reste der ehemaligen Stadtmauer im hinteren Flurstücksbereich und Doppelwohnhaus in halboffener Bebauung (Pfarrhaus) | Pfarrgasse 10, 12 (Karte)                                                  | Nach 1850 (Wohnhaus); um 1286 (Stadtmauer) | Einzeldenkmal der Sachgesamtheit Stadtbefestigung (siehe auch Sachgesamtheitsdokument Obj. 09301453); ortsgeschichtlich und städtebaulich von Bedeutung, ein Eingang, Putzquaderungen, Fensterbedachungen, Konsolgesims mit Rosetten, Eckbetonungen durch Putzquaderungen, Putzrustika | 09285896 |
|                                         | Wohnhaus in geschlossener Bebauung | Pfarrgasse 18 (Karte)                                                      | Nach 1813 | Baugeschichtlich von Bedeutung, Korbbogenportal, saniert, Fenster ohne Sprossenteilung | 09285902 |
|                                         | Wohnhaus in geschlossener Bebauung | Pfarrgasse 20 (Karte)                                                      | Nach 1813 | Baugeschichtlich von Bedeutung, Korbbogenportal mit Schlussstein, Abbruchgenehmigung laut Landratsamt Bautzen vom 25. November 2014 | 09285901 |
| Weitere Bilder                          | Kreiskulturhaus (ehemaliges Schützenhaus) | Platz des Volkes 1 (Karte)                                                 | Ende 1950er Jahre, Anfang 1960er Jahre | Ortsgeschichtlich von Bedeutung, Anbau mit farblicher Gestaltung | 09285694 |
|                                         | Wohnhaus in offener Bebauung mit Stützmauer | Rammenauer Weg 3 (Karte)                                                   | Bezeichnet mit 1909 | Baugeschichtlich von Bedeutung, Wohnhaus mit Seitenrisalit, Putznutungen (originaler Putz), saniert | 09285799 |
| Direkt Bild zu diesem Denkmal hochladen | Ziegeleigebäude mit Zickzackofen einschließlich hinterem Anbau mit Trocknungsregalen | Rammenauer Weg 21 (Karte)                                                  | 2. Hälfte 19. Jahrhundert | Technikgeschichtlich von Bedeutung, Ziegeleigebäude mit massivem Unterbau und holzverbrettertem Aufbau in historischer Konstruktion, hinterer Anbau als flacher Gebäudeteil, Zickzackofen als Kammerofen mit Gesamtfassungsvermögen von 65.000 Ziegeln, insgesamt schlechter Bauzustand, alle anderen Gebäude nicht denkmalwürdig, da öffentliches Erhaltungsinteresse nicht begründbar | 09288470 |
| Direkt Bild zu diesem Denkmal hochladen | Brücke über die Wesenitz | Rudolf-Breitscheid-Straße (Karte)                                          | Ende 19. Jahrhundert | Einbogige Granitbrücke, baugeschichtlich und technikgeschichtlich von Bedeutung, Granit | 09285719 |
|                                         | Mietshaus in geschlossener Bebauung | Rudolf-Breitscheid-Straße 1 (Karte)                                        | Um 1910 | Baugeschichtlich von Bedeutung, Putzbänder, Putzspiegel, abgeschrägte Ecke mit Pilastermotiv (Putz), Fassade Fenster saniert, Haustür original | 09285716 |
|                                         | Mietshaus in Ecklage | Rudolf-Breitscheid-Straße 2 (Karte)                                        | 1890er Jahre | Baugeschichtlich und städtebaulich von Bedeutung, abgeschrägte Ecke mit Balkons, originale schmiedeeiserne Balkonkörbe, Erdgeschoss massiv, verputzt, mit Eckladen, erstes und zweites Obergeschoss gelber Klinker mit roten Zierblendern, Sandsteingewände und -elemente, Dachausbauten, saniert | 09285718 |
|                                         | Mietshaus in halboffener Bebauung | Rudolf-Breitscheid-Straße 3 (Karte)                                        | 1890er Jahre | Baugeschichtlich von Bedeutung, Erdgeschoss verputzt, Putznutungen, erstes und zweites Obergeschoss gelber Klinker, mit Sandsteingewänden und -elementen, originale Haustür, Dach, Fenster | 09285717 |
| Direkt Bild zu diesem Denkmal hochladen | Teile der ehemaligen Stadtmauer | Schmiedegasse (Karte)                                                      | um 1286 | Einzeldenkmal der Sachgesamtheit Stadtbefestigung (siehe auch Sachgesamtheitsdokument Obj. 09301453); ortsgeschichtlich und städtebaulich von Bedeutung, saniert, mit Sandsteinplatten abgedeckt | 09289197 |
|                                         | Rückwärtige originale Grundstücks-Einfriedungsmauer entlang des Rumpeltgäßchens | Rumpeltgäßchen (Bautzener Straße 8) (Karte)                                | Um 1850 | Baugeschichtlich von Bedeutung | 09288414 |
|                                         | Granitpflasterung über die gesamte Wegführung des Rumpeltgäßchens | Rumpeltgäßchen (Karte)                                                     | 19. Jahrhundert | Ortsbildprägende Bedeutung | 09306374 |
| Direkt Bild zu diesem Denkmal hochladen | Friedhof Bischofswerda | Schmöllner Weg (Karte)                                                     | 1905 | Sachgesamtheit Friedhof mit Friedhofsgestaltung, Toranlage und Friedhofsmauer, Grabanlage für 51 Soldaten des Zweiten Weltkrieges mit Gedenkstein sowie Friedhofshalle (Aufbahrungshäuschen mit Sandsteingewänden) als Sachgesamtheitsteile; ortsgeschichtlich, gartenhistorisch und gartenarchitektonisch von Bedeutung. Friedhofsmauer aus Klinkern, zwei Sandsteinpfeilern mit neogotischen Schmuckformen, stand bis 2002 irrtümlich unter „Schmöllner Straße“ in der Denkmalliste. | 09285677 |
| Direkt Bild zu diesem Denkmal hochladen | Straßenbrücke über die Eisenbahn | Schmöllner Weg (Karte)                                                     | Um 1900 | Zweibogige Granitbrücke, baugeschichtlich und technikgeschichtlich von Bedeutung, Granit, stand bis 2002 irrtümlich unter „Schmöllner Straße“ in der Denkmalliste | 09285678 |
| Direkt Bild zu diesem Denkmal hochladen | Villa mit Einfriedung | Schmöllner Weg 7 (Karte)                                                   | Um 1910 | Baugeschichtlich von Bedeutung, halbrunder Eingangsvorbau, zwei seitliche Giebel, stand bis 2002 irrtümlich unter „Schmöllner Straße 7“ in der Denkmalliste, Tür und Fenster original | 09285672 |
|                                         | Mietshaus mit Laden in Ecklage | Sinzstraße 1 (Karte)                                                       | 1890er Jahre | Baugeschichtlich von Bedeutung, abgeschrägte Ecke | 09285791 |
| Weitere Bilder                          | Tierpark mit Parkanlage einschließlich Gartenpavillon und ehemaligen Esels- und Ponystall | Sinzstraße 3 (Karte)                                                       | 1957 (Einweihung); 1968 (Esels- und Ponystall); 1907 (hölzerner Gartenpavillon laut Bauzeichnung); 1907 (hölzerner Gartenpavillon laut Bauzeichnung)                                                   | Ortsgeschichtlich, gartengeschichtlich und sozialgeschichtlich von Bedeutung. Sachgesamtheit wegen bereits stattgefundener Neubauten im Gelände einvernehmlich mit Landratsamt aufgehoben. Eingangsbereich zu wenig aussagefähig. Anlage mit historischer Wegeführung und alten Gehölzen, Tierpark war ehemaliger Hustegarten, gehörte dem Fabrikanten Huste. | 09301448 |
|                                         | Wohnhaus in Ecklage | Spargasse 3 (Karte)                                                        | Nach 1813 | Baugeschichtlich und städtebaulich von Bedeutung, ein Obergeschoss, Satteldach, Korbbogenportal mit originaler Tür | 09285895 |
| Direkt Bild zu diesem Denkmal hochladen | Wohnhaus in geschlossener Bebauung | Spargasse 5 (Karte)                                                        | Nach 1813 | Baugeschichtlich von Bedeutung, ein Obergeschoss, Satteldach, Korbbogenportal mit originaler hölzerner Tür | 09285894 |
|                                         | Wohnhaus in offener Bebauung | Stiftstraße 2 (Karte)                                                      | Um 1860 | Baugeschichtlich von Bedeutung, Fensterbau nach originalen Fenstern, Haustür original | 09285692 |
| Direkt Bild zu diesem Denkmal hochladen | Eisenbahnbrücke | Süßmilchstraße (Karte)                                                     | Um 1900 | Technikgeschichtlich und verkehrsgeschichtlich von Bedeutung, Gewölbebrücke aus Sandstein, einbogig, mit altem Eisengeländer, verbindet Bischofswerdaer Alt- und Südstadt, bis 2014 fälschlicherweise als „Tunnel durch den Eisenbahndamm“ (Sachbegriff Straßentunnel) verzeichnet, es handelt sich allerdings um eine Eisenbahnbrücke mit Überbau, an der sich rechts- und linksseitig die Aufschüttung des Eisenbahndammes anschließt | 09285683 |
| Direkt Bild zu diesem Denkmal hochladen | Villa mit Einfriedung | Süßmilchstraße 1 (Karte)                                                   | Um 1900 | Baugeschichtlich von Bedeutung, Mittelrisalit, rundbogige Fenster und Türöffnung im Erdgeschoss | 09285693 |
| Direkt Bild zu diesem Denkmal hochladen | Grabmal für Christiane Dorothee Herrmann und Christian Gottlob Großmann | Süßmilchstraße 1a (hinter) (Karte)                                         | Um 1830 | Grabmal mit Inschrift in einer öffentlichen Grünfläche im Winkel zwischen Süßmilchstraße und Stiftstraße (hinter dem Gebäude Süßmilchstraße 1a), ortsgeschichtliche Bedeutung | 09307483 |
|                                         | Doppelwohnhaus | Süßmilchstraße 10, 12 (Karte)                                              | Um 1910 | Baugeschichtlich von Bedeutung, zwei Seitenrisalite, weit vorgezogen, Putzflächen mit Schmuckfunktion | 09285682 |
| Weitere Bilder                          | Gasthof, im Zusammenhang mit der späteren Entstehung der Kasernenanlage Nutzung als Offizierskasino sowie als Hauptgebäude der Anlage (ehemals Goldener Löwe) | Thormeyerstraße 1 (Karte)                                                  | Wahrscheinlich 1826 | Baugeschichtlich und ortsgeschichtlich von Bedeutung. Ehemalige dreiflügelige Kasernenanlage mit ursprglichem Kasino: letzteres als zweigeschossiges Gebäude mit Ballsaal im klassizistischen Stil, pompöser Eingang in der Mitte, der durch vier dorische Säulen im Erdgeschoss eingeleitet wurde und der in gewaltiger Bogennische (in die später ein Löwe gemalt wurde) über der eigentlichen Firsthöhe endet. Oberer Abschluss mit Gebälk, bis auf das Kasino wurden sämtliche Gebäude nach 1993 abgebrochen und auf dem Terrain eine Solarzellenfabrik errichtet. Von der ursprünglich geplanten Kasernenanlage wurde nur ein Teil errichtet: es entstanden ein dreiflügliges Mannschaftsgebäude, zwei Remisen, Stallanlagen, ein Familienwohnhaus und eine Reithalle, im Entwurf des „Goldenen Löwen“ von Thormeyer wurde eine Nischenfassade nicht ausgeführt. | 09288510 |
|                                         | Wohnhaus in halboffener Bebauung | Wagnergasse 4 (Karte)                                                      | 1. Hälfte 19. Jahrhundert | Baugeschichtlich von Bedeutung, Korbbogenportal, Fenster original | 09285787 |
|                                         | Wohnhaus in geschlossener Bebauung | Wagnergasse 9 (Karte)                                                      | 1. Hälfte 19. Jahrhundert | Baugeschichtlich von Bedeutung, ein Obergeschoss, schlecht saniert, Fenster im Obergeschoss verändert | 09285762 |
|                                         | Wohnhaus in geschlossener Bebauung und Ecklage | Wallgasse 5 (Karte)                                                        | 1. Hälfte 19. Jahrhundert | Hofseitig Obergeschoss Fachwerk überputzt, baugeschichtlich von Bedeutung, Korbbogenportal, Haustür original | 09285968 |

## Streichungen von der Denkmalliste
| Bild                                    | Bezeichnung                                                                                                | Lage                                 | Datierung                 | Beschreibung | ID       |
| --------------------------------------- | --- | ------------------------------------ | ------------------------- | --- | -------- |
| Direkt Bild zu diesem Denkmal hochladen | Stadtbefestigung (Sachgesamtheit)                                                                          | (Altstadt) (Karte)                   | Um 1286                   | Sachgesamtheit Stadtbefestigung mit folgenden Einzeldenkmalen: Teile der Stadtmauer am Mühlteich (09285741), Birkengasse (09285758), Borngasse 1, 2, 3 (09289192), Kirchgasse 1 (09285906), Pfarrgasse 8 (09285891), Pfarrgasse 10, 12 (09285896) und Schmiedegasse (09289197) sowie Fronfeste (Dresdener Straße 17, 09285785); bau- und ortsgeschichtlich von Bedeutung. Zwischen 2017 und 2024 aus der Denkmalliste gestrichen. | 09301453 |
| Direkt Bild zu diesem Denkmal hochladen | Wohnhaus                                                                                                   | Alte Gasse 4 (Karte)                 | 19. Jahrhundert           | Abgerissen; baugeschichtlich von Bedeutung | 09285789 |
| Direkt Bild zu diesem Denkmal hochladen | Wohnhaus                                                                                                   | Alte Gasse 5 (Karte)                 | Nach 1813                 | Abgerissen; Obergeschoss Fachwerk verputzt, baugeschichtlich von Bedeutung | 09285788 |
|                                         | Wohn- und Geschäftshaus                                                                                    | Altmarkt 12 (Karte)                  | Um 1820                   | Zweigeschossiges Wohn- und Geschäftshaus in geschlossener Bebauung und Ecklage, mit Mansarddach |          |
|                                         | Wohnhaus                                                                                                   | Am Hof 3 (Karte)                     |                           | Wohnhaus in geschlossener Bebauung, mit Satteldach |          |
|                                         | Wohnhaus                                                                                                   | Am Hof 5 (Karte)                     |                           | Wohnhaus in geschlossener Bebauung, mit Satteldach |          |
|                                         | Wohnhaus in geschlossener Bebauung                                                                         | Am Hof 9 (Karte)                     | Nach 1813                 | Baugeschichtlich und städtebaulich von Bedeutung. Zwischen 2017 und 2024 aus der Denkmalliste gestrichen. | 09285783 |
|                                         | Wohnhaus in geschlossener Bebauung                                                                         | Am Hof 15 (Karte)                    | Anfang 19. Jahrhundert    | Städtebaulich von Bedeutung; nach 2014 von Denkmalliste gestrichen; Obergeschoss Fachwerk verputzt, baugeschichtlich von Bedeutung | 09285780 |
|                                         | Wohnhaus in geschlossener Bebauung                                                                         | Am Hof 17 (Karte)                    | Anfang 19. Jahrhundert    | Baugeschichtlich von Bedeutung, Korbbogenportal. Zwischen 2017 und 2024 aus der Denkmalliste gestrichen. | 09285777 |
| Weitere Bilder                          | Wohnhaus in geschlossener Bebauung                                                                         | Am Lutherpark 1 (Karte)              | 1. Hälfte 19. Jahrhundert | Baugeschichtlich von Bedeutung, Korbbogenportal Granit, Granitsockel. Zwischen 2017 und 2024 aus der Denkmalliste gestrichen. | 09285950 |
|                                         | Wohnhaus in geschlossener Bebauung                                                                         | Bahnhofstraße 6 (Karte)              |                           | |          |
|                                         | Wohnhaus mit Resten alter Ladengestaltung in geschlossener Bebauung und Ecklage                            | Bahnhofstraße 9 (Karte)              | Nach 1813                 | Baugeschichtlich von Bedeutung, großer Baukörper mit Krüppelwalmdach, zweites Obergeschoss aufgestockt, Gewände zur Spargasse. Zwischen 2017 und 2024 aus der Denkmalliste gestrichen. | 09288457 |
|                                         | Wohnhaus in halboffener Bebauung                                                                           | Bahnhofstraße 15 (Karte)             |                           | |          |
|                                         | Wohnhaus in halboffener Bebauung                                                                           | Bahnhofstraße 20 (Karte)             |                           | |          |
| Weitere Bilder                          | Ehemalige Kaserne                                                                                          | Bautzener Straße (Karte)             |                           | Abgerissen |          |
| Direkt Bild zu diesem Denkmal hochladen | Wohnhaus mit Laden (originale Front) in geschlossener Bebauung                                             | Bautzener Straße 7 (Karte)           | Nach 1813                 | Baugeschichtlich und städtebaulich von Bedeutung. Zwischen 2017 und 2024 aus der Denkmalliste gestrichen. | 09288398 |
| Direkt Bild zu diesem Denkmal hochladen | Wohnhaus in geschlossener Bebauung                                                                         | Bautzener Straße 8 (Karte)           |                           | |          |
| Direkt Bild zu diesem Denkmal hochladen | Wohnhaus mit Laden in nach rechts geschlossener Bebauung                                                   | Bautzener Straße 12 (Karte)          | Nach 1813                 | Baugeschichtlich und städtebaulich von Bedeutung; nach 2014 von der Denkmalliste gestrichen | 09288416 |
| Direkt Bild zu diesem Denkmal hochladen | Wohnhaus mit Laden in geschlossener Bebauung und Ecklage                                                   | Bautzener Straße 35 (Karte)          | Um 1900                   | Baugeschichtlich von Bedeutung, Dach mit langgezogener Schleppgaupe. Zwischen 2017 und 2024 aus der Denkmalliste gestrichen. | 09288445 |
| Direkt Bild zu diesem Denkmal hochladen | Dreiseithof                                                                                                | Belmsdorfer Straße 70 (Karte)        |                           | |          |
| Direkt Bild zu diesem Denkmal hochladen | Wohnhaus                                                                                                   | Bischofstraße 16 (Karte)             |                           | |          |
| Direkt Bild zu diesem Denkmal hochladen | Mietshaus mit Laden in halboffener Bebauung                                                                | Bischofstraße 19 (Karte)             | Um 1905                   | Laden mit drei großen Rundbogenöffnungen, baugeschichtlich und städtebaulich von Bedeutung; nach 2014 von der Denkmalliste gestrichen | 09285732 |
| Direkt Bild zu diesem Denkmal hochladen | Wohnhaus in geschlossener Bebauung                                                                         | Dresdener Straße 4 (Karte)           |                           | |          |
| Direkt Bild zu diesem Denkmal hochladen | Wohnhaus in geschlossener Bebauung                                                                         | Dresdener Straße 6 (Karte)           |                           | |          |
| Weitere Bilder                          | Turm der sogenannten Fronfeste                                                                             | Dresdener Straße 17 (Karte)          | 1286                      | Einzeldenkmal der Sachgesamtheit Stadtbefestigung (siehe auch Sachgesamtheitsdokument Obj. 09301453); ortsgeschichtlich und städtebaulich von Bedeutung Zwischen 2017 und 2024 in Denkmal Am Hof 21 (09285784) integriert. | 09285785 |
|                                         | Wohnhaus in geschlossener Bebauung und Ecklage                                                             | Dresdener Straße 18 (Karte)          |                           | |          |
| Direkt Bild zu diesem Denkmal hochladen | Wohnhaus in halboffener Bebauung                                                                           | Dresdener Straße 35 (Karte)          |                           | |          |
|                                         | Wohnhaus in geschlossener Bebauung                                                                         | Grunagasse 8 (Karte)                 | 1. Hälfte 19. Jahrhundert | Städtebaulich von Bedeutung; nach 2014 von der Denkmalliste gestrichen | 09293953 |
| Direkt Bild zu diesem Denkmal hochladen | Wohnhaus in geschlossener Bebauung                                                                         | Hans-Volkmann-Straße 6 (Karte)       | Nach 1813                 | Städtebaulich von Bedeutung; nach 2014 von der Denkmalliste gestrichen | 09288402 |
| Direkt Bild zu diesem Denkmal hochladen | Grünanlage einschließlich östlicher und westlicher Zugangstreppen sowie Resten der historischen Einfassung | Hellmuth-Muntschick-Straße (Karte)   | 1813                      | Ortsgeschichtliche und ortsbildprägende Bedeutung | 09307297 |
| Direkt Bild zu diesem Denkmal hochladen | Wohnhaus in halboffener Bebauung                                                                           | Hellmuth-Muntschick-Straße 7 (Karte) |                           | |          |
| Direkt Bild zu diesem Denkmal hochladen | Eisenbahnbrücke                                                                                            | Horkaer Weg (Karte)                  | Um 1900                   | Bahnstrecke Görlitz–Dresden, Granit, verkehrs- und technikgeschichtlich von Bedeutung. Zwischen 2017 und 2024 aus der Denkmalliste gestrichen. | 09285674 |
| Direkt Bild zu diesem Denkmal hochladen | Dreigeschossiges Wohnhaus in geschlossener Bebauung                                                        | Kamenzer Straße 1 (Karte)            |                           | |          |
| Direkt Bild zu diesem Denkmal hochladen | Wohnhaus in offener Bebauung                                                                               | Karl-Liebknecht-Straße 3 (Karte)     |                           | |          |
| Direkt Bild zu diesem Denkmal hochladen | Wohnhaus in halboffener Bebauung                                                                           | Karl-Liebknecht-Straße 4 (Karte)     |                           | |          |
| Direkt Bild zu diesem Denkmal hochladen | Wohnhaus in geschlossener Bebauung                                                                         | Karl-Liebknecht-Straße 8, 10 (Karte) |                           | |          |
| Direkt Bild zu diesem Denkmal hochladen | Wohnhaus in geschlossener Bebauung und Ecklage                                                             | Kirchstraße 12 (Karte)               |                           | |          |
| Direkt Bild zu diesem Denkmal hochladen | Wohnhaus in nach rechts geschlossener Bebauung und Ecklage                                                 | Kirchstraße 28 (Karte)               | Ende 19. Jahrhundert      | Städtebaulich von Bedeutung; nach 2014 von der Denkmalliste gestrichen | 09288425 |
| Direkt Bild zu diesem Denkmal hochladen | Villa | Lutherstraße 9 (Karte)               | Um 1920                   | Baugeschichtlich von Bedeutung; nach 2014 von der Denkmalliste gestrichen | 09285795 |
| Direkt Bild zu diesem Denkmal hochladen | Wohnhaus in offener Bebauung                                                                               | Putzkauer Straße 3 (Karte)           |                           | |          |
| Direkt Bild zu diesem Denkmal hochladen | Wohnhaus in Ecklage                                                                                        | Rudolf-Breitscheid-Straße 8 (Karte)  | Bezeichnet mit 1936       | Städtebaulich von Bedeutung; nach 2014 von der Denkmalliste gestrichen | 09285739 |
| Direkt Bild zu diesem Denkmal hochladen | Sandsteinstele                                                                                             | Süßmilchstraße                       |                           | |          |
| Direkt Bild zu diesem Denkmal hochladen | Wohnhaus in geschlossener Bebauung                                                                         | Wagnergasse 7 (Karte)                | 1. Hälfte 19. Jahrhundert | Baugeschichtlich von Bedeutung; nach 2014 von der Denkmalliste gestrichen | 09285763 |
| Direkt Bild zu diesem Denkmal hochladen | Bogenbrücke                                                                                                | Wesenitz                             |                           | |          |

## Tabellenlegende
- Bild: Bild des Kulturdenkmals, ggf. zusätzlich mit einem Link zu weiteren Fotos des Kulturdenkmals im Medienarchiv Wikimedia Commons. Wenn man auf das Kamerasymbol klickt, können Fotos zu Kulturdenkmalen aus dieser Liste hochgeladen werden:
- Bezeichnung: Denkmalgeschützte Objekte und ggf. Bauwerksname des Kulturdenkmals
- Lage: Straßenname und Hausnummer oder Flurstücknummer des Kulturdenkmals. Die Grundsortierung der Liste erfolgt nach dieser Adresse. Der Link (Karte) führt zu verschiedenen Kartendiensten mit der Position des Kulturdenkmals. Fehlt dieser Link, wurden die Koordinaten noch nicht eingetragen. Sind diese bekannt, können sie über ein Tool mit einer Kartenansicht einfach nachgetragen werden. In dieser Kartenansicht sind Kulturdenkmale ohne Koordinaten mit einem roten bzw. orangen Marker dargestellt und können durch Verschieben auf die richtige Position in der Karte mit Koordinaten versehen werden. Kulturdenkmale ohne Bild sind an einem blauen bzw. roten Marker erkennbar.
- Datierung: Baubeginn, Fertigstellung, Datum der Erstnennung oder grobe zeitliche Einordnung entsprechend des Eintrags in der sächsischen Denkmaldatenbank
- Beschreibung: Kurzcharakteristik des Kulturdenkmals entsprechend des Eintrags in der sächsischen Denkmaldatenbank, ggf. ergänzt durch die dort nur selten veröffentlichten Erfassungstexte oder zusätzliche Informationen
- ID: Vom Landesamt für Denkmalpflege Sachsen vergebene, das Kulturdenkmal eindeutig identifizierende Objekt-Nummer. Der Link führt zum PDF-Denkmaldokument des Landesamtes für Denkmalpflege Sachsen. Bei ehemaligen Kulturdenkmalen können die Objektnummern unbekannt sein und deshalb fehlen bzw. die Links von aus der Datenbank entfernten Objektnummern ins Leere führen. Ein ggf. vorhandenes Icon  führt zu den Angaben des Kulturdenkmals bei Wikidata.

## Ausführliche Denkmaltexte
1. ↑  Beschreibung des Gartendenkmals Lutherpark (Ragnhild Kober-Carrière, 2014): 
Der im Nordwesten der Altstadt (außerhalb von einstiger Stadtmauer und -graben, im Bereich eines ehemaligen Ausläufers des Goldbachteiches) liegende kleine Park geht aus dem sogenannten „Bürgermeister-Hag“ (Wald des Bürgermeisters Schade) hervor. 1818 legte man den Goldbacher Teich trocken. Zuvor wurden nach dem großen Stadtbrand von 1813 und dem Schleifen der Stadtbefestigung Kastanien auf dem Damm des ehemaligen Stadtgrabens gepflanzt, die 1911 und 1950 ausgeästet wurden. 1848 legte man den Park an, indem das Unterholz ausgeschlagen und Wege gebaut wurden. Den alten Baumbestand (ca. 350–400 Jahre alte Eichen) bezog man in die Gestaltung der Anlage ein. Ca. 1905 erfolgte der Bau der Johann-Sebastian-Bach-Straße, eine Querstraße der Straße Am Lutherpark. Zwei Ulmen flankieren im Park diese Straßenanbindung. Im Zusammenhang dieser städtebaulichen Maßnahme erfolgte wahrscheinlich eine Sanierung/Umgestaltung der Parkanlage. Ein „Kosten-Anschlag für die Umgestaltung des Lutherparks in Bischofswerda von Max Bertram, Kgl. Gartenbaudirektor Blasewitz b. Dresden“ befindet sich in den Akten des Ringgrüns des Stadtarchivs. Der erhaltene Baumbestand setzt sich im Wesentlichen aus Eiche, Ulme, Buche, Spitzahorn und Rosskastanie zusammensetzt. Ein großer liegender Granitstein an der Straßenecke zur Johann-Sebastian-Bach-Straße mit den Jahreszahlen „1813“ und „1913“, der 1913 durch den Verschönerungsverein gesetzt wurde, weist auf den Stadtbrand während des Napoleonischen Krieges hin. Eine 3,10 m lange Steinbank aus Granit (Bank des Bürgermeisters Schade) mit einer auf der Lehne 1815 eingebrachten Inschrift: „Zur Erinnerung an den siebenten Juny 1815“ sowie dem Zeichen der Stadt (zwei sich überkreuzende Bischofsstäbe) steht am Fußweg der Straße Am Lutherpark, nicht mehr am ursprünglichen Standort. Das Datum erinnert an die Rückkehr des sächsischen Königs Friedrich August des Gerechten nach 20-monatiger Abwesenheit in seine Residenzstadt Dresden. Im zentralen Bereich der Anlage steht eine Eiche (Stammumfang ca. 4 m, sogenannte „Luthereiche“?). In einiger Entfernung von ihr befindet sich ein weiterer Gedenkstein mit der Inschrift „1517 Luther 1917“. Die landschaftliche Wegeführung ist bis auf den Längsweg und einen Querweg nicht erhalten geblieben. Reste des alten landschaftlichen Wegesystems, das aus weiteren Querwegen, einem kreisförmigen Platz und einem kleineren ringförmigen Weg bestand, sind im Boden zu vermuten. Die Befestigung der Wege (Parkweg und Fußweg) mit Granitsteinpflaster sowie ein großer Spielplatz, der im Zentrum des Parks liegt, tragen heutigen Nutzungsanforderungen Rechnung. Die Anlage hat auf Grund ihrer Lage, ihres erhaltenen landschaftlich geprägten Bodenreliefs, ihres wertvollen alten Baumbestandes und ihres im Boden zu vermutenden historischen Wegesystems sowie der Gedenksteine und Inschriften ortsgeschichtliche und städtebauliche Bedeutung. Sie ist als eine für das 19. Jahrhundert typische, städtebauliche Verschönerungsmaßnahme anzusprechen, die für die öffentliche Nutzung durch die Bürger der Stadt bestimmt war. Als erste Ringgrünanlage der Stadt Bischofswerda ist sie von gartengeschichtlicher Bedeutung.
2. ↑  Beschreibung des Gartendenkmals Schillerpark (Ragnhild Kober-Carrière, 2014): 
Der im Osten der Innenstadt, außerhalb der Stadtmauer liegende kleine Park und Mühlteich bilden eine Einheit. Der parallel zur Stadtmauer an der Westgrenze des Parks ehemals verlaufende Mühlgraben wurde nach 1932 verfüllt. Von der Pfarrgasse aus wird der Schillerpark aus der Innenstadt erschlossen. Ein Baumpaar (Linden) hat hier im Park eine Torwirkung und steht an der ehemaligen Brücke, die über den Mühlgraben führte. Eine dreireihige Lindenallee, die durch eine zweireihige Kastanienallee fortgesetzt wird, läuft von Norden, parallel zum ehemaligen Graben, auf den Mühlteich zu. Von hier aus eröffnet sich ein weiter Blick über den Teich. Im Osten der Allee ist 1911 auf einer dreieckigen Fläche, die von der Straße mit der heutigen Bezeichnung „Am Schillerplatz“ im Norden und der Straße „Am Mühlteich“ im Osten begrenzt wird, auf dem „Bischofsplatz“ eine Parkanlage mit der Bezeichnung „Bischofspark“ angelegt worden. Bereits 1892 weist der „Bebauungsplan für den nordwestlichen Teil des ehemaligen Bischofsteiches“ eine „Promenade“ am Mühlgraben und eine Dreieckfläche mit der Bezeichnung „Freier Platz“ aus. Ein Baumpaar (2 Spitzahorn) steht an der Nordostecke des Parks und ein Baumpaar (2 Hainbuchen) an der Nordgrenze. Die nach 1945 in „Schillerpark“ umbenannte, zwischenzeitlich als „Hitlerpark“ bezeichnete Anlage, weist einen in Gruppen und lockerer Stellung stehenden älteren Baumbestand auf, der aus Buchen, Linden, Ulmen, Eichen, Kastanien, Spitzahorn, Hainbuchen, Pappeln, Schnurbaum und Koniferen besteht. Im Zentrum der Anlage steht eine Trauerbuche und in Nähe des Mühlteiches befinden sich sowohl zwei Eschenreihen wie auch einzeln stehende Eschen. Ein Entenhaus mit quadratischem Grundriss steht ca. in der Mitte des Teiches. Einen besonderen Blick hat man von Ost nach West über den Teich, die Stadtmauer und Altstadthäuser zur höher liegenden Stadtkirche. Ein kleines restauriertes Gebäude (ehem. Pavillon des Tuchfabrikanten Herrmann), das heute als Eiscafé genutzt wird, steht an der Westseite des Mühlteiches, direkt an der Stadtmauer. Von hier aus ist der mit Ufermauern (nach 1990 gesichert) umgebene Teich über eine hinabführende Treppenanlage (erneuert) erreichbar. Nach 1945 wurde der Süd-Bereich des Mühlteiches (Fleischergasse bis Bahnhofstraße) mit Trümmerschutt verfüllt. Hier integriert eine 1997 angelegte Freifläche eine dreistämmige alte Esche. Neuen Nutzungsansprüchen geschuldet sind im Schillerpark ein großer zentral gelegener Spielplatz und die Befestigung der Wege mit Granitsteinpflaster. Nach 1945 vorgenommene Koniferenpflanzungen (Blaufichten) wirken sich störend auf die Raumwirkung des Parks aus. Der Denkmalwert des Schillerparks besteht in der städtebaulichen Situation. Außerhalb der Stadtmauer bilden Mühlteich und Schillerpark den wesentlichen Teil des Ringgrüns der Stadt. Als solcher sind der vorhandene vegetative und bauliche Bestand (Gehölze, zum Teil erhaltene Wegeführung, Teich, Pavillon, Treppenanlage, Entenhaus) von gartenhistorischer und ortsbildprägender Bedeutung.
3. ↑  Beschreibung des Gartendenkmals Käthe-Kollwitz-Park (Ragnhild Kober-Carrière, 2014): 
Die im Südosten der Innenstadt am Ufer der kanalisierten Wesenitz gelegene, in ihrer Grundfläche rechteckige Anlage wird als Park bezeichnet, trägt aber die wesentlichen Merkmale eines, wenn auch heute überformten, gründerzeitlichen Schmuckplatzes. Im Zuge der Straßenverbreiterung der mittleren Bahnhofstraße von der Fabrikgasse bis zur Stolpener Straße wurde er 1893/1894 angelegt und gehörte zur Bahnhofspromenade. Reste der Straßenbaumreihen (Linden) an der Südost- und Südwestseite und Reste einer zuvor schon bestehenden Baumreihe (Rosskastanien) am Wesenitzufer rahmen die tiefer als das Straßenniveau gelegene Schmuckanlage. Ihre Grundaufteilung wurde verändert. Die Erstanlage wies einen mittigen Ringweg und auf ihn führende, geschwungen verlaufende Diagonalwege auf, eine für die Jahrhundertwende typische Wegeführung (vergleiche Stadtplätze in Leipzig-Stötteritz). Die ungefähr in der Mitte der Anlage befindliche ehemalige ovale Blumenanlage wurde von Fliederbüschen umgeben. Nach der 1933 erfolgten Machtübernahme durch die NSDAP wurde die Anlage in „Schlageter-Park“ umbenannt und noch vor 1939 umgestaltet (orthogonales Wegesystem). Durch diese Wegeführung erhielt der Park die wesentlichen Merkmale einer für diese Zeit typischen architektonischen Anlage. Im Zentrum der großen, von Wegen umgebenen, rechteckigen Rasenfläche steht ein Zierbrunnen mit kreisrundem Becken und mittigen Schalenaufsatz aus Sandstein. Die Böschung an der Bahnhofstraße war als Steingarten angelegt. Nach 1945 erhielt der Park die Bezeichnung „Käthe-Kollwitz-Park“. Er weist auf Grund seiner Lage und erhaltenen Grundfläche von 1893/94 die Merkmale einer gründerzeitlichen bahnhofsnahen Schmuckanlage auf. Durch die Umgestaltung in den 1930er Jahren entstand eine für diese Zeit typische moderne Grünanlage. Durch beide Gestaltungsphasen und die alte Kastanienreihe hat der Käthe-Kollwitz-Park städtebauliche und gartengeschichtliche Bedeutung.
4. ↑  
Im Jahre 1722 begann man im Kurfürstentum Sachsen mit der Aufstellung der Kursächsischen Postmeilensäulen. Kurfürst Friedrich August I. wollte hierdurch ein zeitgemäßes Verkehrs- und Transportleitsystem im Kurfürstentum aufbauen, um Handel und Wirtschaft zu fördern. Er beauftragte mit Generalvollmacht Magister Adam Friedrich Zürner (1679 – 1742) mit der Durchführung. Das System der Postmeilensäulen umfasste Distanzsäulen, Viertelmeilensteine, Halb- und Ganzmeilensäulen. Die Distanzsäulen sollten in den Städten vor den Stadttoren, später nur auf den Marktplätzen aufgestellt werden. Entlang der Poststraßen wurden Viertelmeilensteine, Halb- und Ganzmeilensäulen aufgestellt. Sie erhielten eine fortlaufende Nummerierung (Reihennummer), beginnend vom Anfang der Vermessung. Die Ganzmeilensäulen wurden außerhalb der Städte an den Poststraßen im Abstand von 1 Meile (= 9,062 km) aufgestellt. Die Distanzsäulen waren mit dem Monogramm „AR“ für „Augustus Rex“, dem kursächsisch und polnisch-litauischen Doppelwappen sowie der polnischen Königskrone gekennzeichnet. Die Ganzmeilen-, Halbmeilensäulen und Viertelmeilensteine waren alle ähnlich beschriftet, alle trugen kein Wappen, aber das Monogramm „AR“. Die Entfernungsangaben erfolgten in Wegestunden (1 Stunde= ½ Postmeile = 4,531 km).
Dieses Meilensystem war das erste europäische Verkehrsleitsystem. Der hier betrachteten Säule kommt als Teil des überregional bedeutenden Postwegesystems eine hohe verkehrsgeschichtliche Bedeutung zu.
5. ↑  
Bahnhof Bischofswerda:
  - Empfangsgebäude: über Erdgeschoss profiliertes Gesims, linker Seitenflügel mit halbrund abgeschlossenen Fenstern in Erdgeschoss und erstem Obergeschoss, jüngerer Teil des Empfangsgebäudes sowie Teile der Bahnsteigüberdachung laut Landesamt für Denkmalpflege am 1. August 2007 abgebrochen, erhaltener Teil des Empfangsgebäudes um 2010 saniert
  - Hausbahnsteigüberdachung (gusseiserne Stützen, Dachkonstruktion mit Eisenfachwerkträgern) 2007 durch Teilabbruch verkürzt
  - Mittelbahnsteig: Bahnsteig mit Kleinpflaster, Bahnsteigüberdachung aus Eisenfachwerk, Eisenfachwerkstützen vermutlich im Zuge der Sanierung um 2010 nicht denkmalgerecht in Betonsockel fixiert, Treppeneinhausung unter der Bahnsteigüberdachung aus genieteten Wandsegmenten aus Eisenblech, darüber großflächiges Fensterband mit enger Sprossung

Bahnhof im Zuge des Streckenneubaus zwischen Görlitz und Dresden am 22. Dezember 1845 eröffnet, ab 1847 Durchgängigkeit der Strecke, ab 1879 Anschluss an die Eisenbahnstrecken Bautzen–Bad Schandau mittels Verbindungsbahnstrecke Neukirch West–Bischofswerda (gewährleistet heute die Verbindung über Zittau nach Liberec), 1883/1884 Erweiterung des 1845 errichteten Empfangsgebäudes um einen dreistöckigen Anbau mit Wartesälen und Bahnhofsrestaurant im Osten, Abbruch von Stellwerken und Lokschuppen um 2000, weitere Bestandteile wie der Güterschuppen wurden später abgebrochen, 2007 schließlich Veräußerung des Empfangsgebäudes an die Stadt Bischofswerda, bis 2009 Abbruch der baulichen Erweiterungen des Empfangsgebäudes sowie Sanierung des Kernbaus.
6. ↑  Beschreibung des Gartendenkmals Goethepark (Ragnhild Kober-Carrière, 2014): 
Der kleine, 1905 angelegte Stadtpark befindet sich auf der Fläche des ehemaligen Vogelteiches. Dieser wurde 1890 durch Schuttablagerungen zugeschüttet. Den Entwurf für die Anlage des Parks hat Max Bertram auf Empfehlung des Stadtrats Kind (bis 1903 Vorsitzender des Verschönerungsvereins, darauf folgend für 20 Jahre Kommerzienrat Huste) angefertigt. Im Stadtarchiv Bischofswerda liegt der Briefwechsel und „Kostenanschlag der Anlage Vogelteich zu Bischofswerda von Max Bertram, Kgl. Gartenbaudirektor Blasewitz b. Dresden“ vor. Der Park wird von einer eindrucksvollen, künstlich angelegten Wasserfläche mit geschwungener Uferlinie geprägt. Das erhaltene Wegesystem mit einem geschwungen verlaufenden äußeren Ringweg und mehreren Querwegen, die an zwei Stellen den zu einem Teich führenden Wasserlauf kreuzen, eröffnen dem Besucher eine Reihe von dicht aufeinander folgenden Parkbildern. Der Teich war mit einer 8 m hohen Fontäne ausgestattet (nach 1945 nicht mehr in Funktion). Der weitestgehend gut erhaltene Gehölzbestand ist zu gliedern in eine rahmende, locker oder in Gruppen stehende Baumkulisse an den Parkrändern (Buchen, Linden, Eichen, Ulmen, Amerikanischen Roteichen, Bergahorn, Hainbuchen, Haselnuss), das Ufer begleitende Bäume (Buchen, Erlen) und einige wenige Solitärbäume (Eichen, Amerikanische Roteichen) im inneren Parkbereich. Der etwas zu seinen begrenzenden Straßen abgesenkt liegende Park weist ein landschaftliches Bodenrelief auf. Die von den äußeren Fußwegen zu dem Ringweg führenden zahlreichen kurzen Wege haben auf Grund des bestehenden Geländeunterschiedes eine besonders anziehende und einladende Wirkung. Die Fußwege weisen an der Ost- und Südgrenze des Parks, wie die Parkwege, eine wassergebundene Wegedecke auf. An diesen beiden Seiten sind auch Reste von Straßenbäumen (geschnittene Linden) vorhanden. Ein großer Findling (Granit, 1950 gesetzt, 1969 erfolgte die Inschrift „Goethe“) liegt im Südwestbereich des Parks und gibt über die 1950 erfolgte Umbenennung des einstigen „Friedrich-August-Parks“ Auskunft. Der nach 1945 gewählte Direktor der benachbarten Schuleinrichtung (heute Goethegymnasium an der August-König-Straße, nach 1945 auch Neulehrerausbildungsstätte), Paul Kegel, hatte sich mit seinen Schülern für die Instandsetzung (auch Baumneupflanzungen) und Umbenennung des Parks eingesetzt. Dieser kleine Landschaftspark der Jahrhundertwende (1900) ist die gartenkünstlerisch wertvollste und besterhaltene Parkanlage der Stadt Bischofswerda. Sie hat als Beispiel des späten Landschaftsgartens und als Beispiel einer öffentlichen städtischen Parkanlage in unmittelbarer Nachbarschaft zu einer Grund- und Mittelschule überregionale gartenhistorische Bedeutung. Seine Gestaltung, insbesondere die Wasserführung, hat gartenkünstlerischen Wert.
7. ↑  Geschichtlicher Abriss Ofengebäude Belmsdorfer Straße 21: 
Familie Eibenstein, vor allem Karl August Heinrich Eibenstein (geboren 1847, gestorben 1899), Mitglieder einer Glasmacherdynastie aus der Steiermark, mit Sitz in Schlesien und Lausitz. Carl August Eibenstein und Bruder Johann Franz Hugo (Kinder des Johann Carl Conrad Eibenstein (geboren 1811, gestorben 1869)) kamen 1876 nach Bischofswerda, pachteten Glashütte Hammermüller (am Bahnhof Hohe Straße). Damit begann die Geschichte des Familienunternehmens Eibenstein in Bischofswerda, nach und nach Hinzukommen weiterer Familienmitglieder mit Funktionen im Geschäft und Produktion. Wichtig war auch Umstellung von Tafelglasherstellung zu Beleuchtungsglasfertigung, welche bis 1992 Hauptteil der Glasproduktion in Bischofswerda war. In Folgejahren nach 1876 bauten Gebrüder Eibenstein systematisch Familienbetrieb aus, indem sie Produktionsstätten erweiterten und modernisierten. 1880 begann Bau der Glashütte an Belmsdorfer Straße zusammen mit Mitinhaber Lehnigk, daraus wurde im Laufe der Zeit das Hauptwerk, u. a. Herstellung von Beleuchtungsglas, zuerst für Petroleumlampen, später auch für Straßenbeleuchtung (Gas), Wirtschaftsglas und zum Teil auch mundgeblasenes Glas (Vasen, Karaffen, Bierseidel, Sekt- und Weingläser etc.). Glashütten an der Belmsdorfer Straße bekamen wegen ihres Aussehens von Bevölkerung entsprechende Namen, Hütte 1 (gebaut 1880) wegen ihres Schindeldaches = Schindelhütte, Hütte 2 (gebaut 1884) = Blechhütte (Eisenblechdach) und Hütte 3 = Ziegelhütte (Ziegelsteinbau, 1900 in Betrieb genommen). Wichtig für Errichtung des Werkes an Belmsdorfer Straße war der dort vorhandene eigene Gleisanschluss an das Schienennetz der Deutschen Reichsbahn und somit schnellere und effizientere Rohstofflieferungen und Produktabsatz. Alte Hütte an Hoher Straße (1882 gebaut) aus Rentabilitätsgründen 1922 stillgelegt, Gebäude verpachtet, von 1942–1945 dort Kriegsgefangenenlager für sowjetische Soldaten, heute genau wie Hauptwerk an Belmsdorfer Straße leerstehend. Gebrüder Eibenstein zeitweise mit über 500 Beschäftigten größter Arbeitgeber am Ort. Nach Tod Karl August und Johann Franz Eibensteins übernimmt Sohn Herrmann Emil (geboren 1876, gestorben 1927) mit Bruder Karl Heinrich Rudolf die Leitung der Glashüttenwerke bis zu deren Verkauf 1920. Mit seinem Tod 1927 endet Geschichte der Glasdynastie Eibenstein in Bischofswerda. Glashütten aber noch bis in 90er Jahre 20. Jahrhundert arbeitend.
8. ↑  Beschreibung des Gartendenkmals Friedhof Bischofswerda (Ragnhild Kober-Carrière, 2014): 
Der sogenannte „Alte Friedhof“ an der Kreuzkirche (Begräbniskirche) wurde außerhalb der Mauern neben dem Hospital bereits im Mittelalter angelegt und im Laufe der Zeit mehrfach erweitert. Die im Süden vor ihm liegende schmale Grünfläche ist Teil des Ringgrüns. Eine Treppe (acht und neun Granitstufen, Treppenwangen aus verputztem Mauerwerk mit Sandsteinabdeckplatten und schmiedeeisernen Handläufen) führt geradlinig auf das Süd-Tor (Granitpfeiler, zweiflügeliges Tor aus Metallkonstruktion) des Friedhofs. An der obersten Stufe steht. „Erbauet 1896“. Bis 1899 stand die alte Friedhofsmauer (Gurlitt: Bau und Kunstdenkmäler Bautzen 1908, S. 26, Abb.), die durch eine heute noch erhaltene Stützmauer (Bruchsteinmauerwerk aus Granit) mit aufgesetztem Stabgitterzaun ersetzt wurde. Die Reihe von Pyramidenpappeln an der Südseite des Friedhofs wurde scheinbar zur gleichen Zeit durch eine heute noch vorhandene Lindenreihe (mit freiwachsenden Kronen) ersetzt. Der Friedhof besteht aus einer südlichen Fläche an der Kreuzkirche, einer mittleren Fläche (Friedhofserweiterung 1650) mit sechs Quartieren und einer von dieser durch eine Mauer abgegrenzten nördlichen Erweiterungsfläche (Friedhofserweiterung 1870) mit sechs Quartieren. Reste von geschnittenen Lindenreihen und -alleen stehen wegbegleitend an den Hauptachsen des mittleren und nördlichen Friedhofbereiches. Solitärbäume des Friedhofs sind Linde, Kastanie, Bergahorn, Traueresche und Blutbuche. Der mittlere und nördliche Teil des Friedhofs wird von einer Einfriedungsmauer aus verputztem Bruchsteinmauerwerk umfasst. Zwei Westtore und eine Ost-Pforte erschließen den mittleren und nördlichen Friedhofsteil. Ein wichtiger Blickbezug besteht von dem Tor der Zwischenmauer zur Kirche. Das Friedhofsgärtnerhaus steht an der Westmauer. Die frühe Anlage des Friedhofs mit Begräbniskirche außerhalb der Stadtmauer neben dem einstigen Hospital war stadthygienisch wichtig und spiegelt das fortschrittliche Gedankengut der Renaissancezeit wieder. Der Friedhof mit Kirche ist stadtgeschichtlich wertvoll. Seine geometrische Anlage zeigt die über viele Jahrhunderte gebräuchliche Friedhofsgliederung. Der „Alte Friedhof“ der Stadt Bischofswerda hat über die örtliche Bedeutung hinaus als früher Begräbnisort mit Begräbniskirche außerhalb der Stadtmauer sowohl für die allgemeine Friedhofs- und Stadtgeschichte wie auch für die Sozialgeschichte hohen Wert.
9. ↑  38 Grabmale der Kreuzkirche:
  - Grabmal Nummer 22: Marie Lange 15.3.1861–? und Konditormeister Paul Lange 6.9.1854–4.12.1924
  - Grabmal Nummer 26: Inschrift verwittert
  - Grabmal Nummer 73: Fam. Hebenstreit
  - Grabmal Nummer 79: Fürstenau / Treutsch / Cichorius / Horn, Hans Fürstenau LT. der Feldfliegerabt. 24, 11.12.1890–9.9.1914, Helmut Fürstenau LT. der Jagdstaffel 44, 11.4.1898–17.8.1918
  - Grabmal Nummer 94: Fam. Louis Grossmann-Herrman
  - Grabmal Nummer 97: Inschrift verwittert
  - Grabmal Nummer 144: Fam. Otto Hele
  - Grabmal Nummer 165: Ernst Friedrich Hille
  - Grabmal Nummer 204: Holzkreuz Prof. Dr. Stößner ?
  - Grabmal Nummer 214: Fam. Eibenstein, Glasfabrikant Alexander Max Barenz
  - Grabmal Nummer a: Carl Lohse 24.10.1895 in Hamburg – 3.5.1965 in Bischofswerda, Johanna Lohse 3.6.1894 in Bischofswerda – 4.12.1977 in Bischofswerda
  - Grabmal Nummer b: Findling, Karl Klengel 19.1.1891–23.12.1944 und Paul Klengel 16.12.1883–5.12.1969
  - Grabmal Nummer c: Baumstamm, Inschrift verwittert
  - Grabmal Nummer d: Mutter des Bürgermeisters Süßmilch (Süssemilch)
  - Grabmal Nummer e: Bürgermeister Süßmilch (Süssemilch)
  - Grabmal Nummer f
  - Grabmal Nummer g (1): Kreuz mit Gewanddrapierung
  - Grabmal Nummer g (2): biedermeierliches Grabmal mit Medaillon, Inschrift verwittert
  - Grabmal Nummer h: biedermeierliches Grabmal mit zwei Medaillons, Inschrift verwittert
  - Grabmal Nummer i: klassizistisches Grabmal, Inschrift verwittert
  - Grabmal Nummer j: klassizistisches Grabmal mit Urne, Inschrift verwittert
  - Grabmal Nummer k: klassizistisches Grabmal, Inschrift verwittert
  - Grabmal Nummer l: biedermeierliches Grabmal, Baumstumpf mit Eichenlaub und verwittertem Medaillon
  - Grabmal Nummer m: Pfarrer Kunze, gestorben 1825
  - Grabmale Nummer n (1-11): 11 Grabmale an der östlichen und südlichen Kirchenwand, Inschriften teilweiseverwittert
  - Grabmal Nummer o: klassizistisches Grabmal, Inschrift verwittert
  - Grabmal Nummer p: Grabplatte aus Sandstein
  - Grabmal Nummer q: klassizistisches Grabmal, Inschrift verwittert
10. ↑  Beschreibung des Gartendenkmals am Schulgebäude Kirchstraße 27 (Ragnhild Kober-Carrière, 2014):
Die Grünfläche im Südosten der Grundschule resultiert aus der Erstanlage, die den noch unbebauten Bereich der benachbarten, 1901 erbauten Mittelschule einbezog. Ein „Kosten-Anschlag der Anlage bei den Schulen zu Bischofswerda von Max Bertram, Kgl. Gartenbaudirektor Blasewitz b. Dresden“, befindet sich in den Akten des Stadtarchivs. Erst mit dem 1914/15 errichteten Mittelbau, der beide Schulen miteinander verbindet, ist der große Schulkomplex baulich vollendet worden. Von diesem Mittelbau aus, dem eine große Terrasse vorgelagert ist, wird die Grundschule wie auch die Mittelschule über je eine zur Terrasse führenden Freitreppe sowie von der Terrasse zu je einem Eingang führende weitere Treppe erschlossen. Aus den Bauphasen des Schulkomplexes resultiert die heutige Gestaltung der als Vorgarten anzusprechenden Grünfläche, die durch die Einfügung eines ODF-Denkmales nach 1945 in ihrer Wegeführung verändert wurde. Messtischblätter von 1905, 1916 und 1932 weisen zwei zu den beiden Seiten des Gebäudes schwingende Wege auf, deren Verlauf heute noch im Bodenrelief erkennbar ist. Erhalten blieb der alte Baumbestand, der axialsymmetrisch zum Gebäude aus zwei Ulmen an der Straße und einer von ehemals zwei Pyramideneichen an der Schule besteht. Eine weitere Eiche und Ulme stehen an der Westecke und eine Linde an der Ostecke des Vorgartens. Umgrenzt wird der Vorgarten von einer geschnittenen Hainbuchenhecke. Eiben und Rhododendren stehen an den Querseiten. Das im Zentrum der Fläche stehende ODF-Denkmal (ein 2 m hoher Granitstein auf stufenförmigem Sockel) wurde am 11. August 1950 eingeweiht. Der kleine Denkmalplatz wird vom Fußweg über einen Stichweg erschlossen. Umstanden ist dieser kleine Ehrenhain von Koniferen (Scheinzypressen und Lebensbäume). An gleicher Stelle des ODF-Denkmals stand ein Denkmal zur Erinnerung des Deutsch-Französischen Krieges 1870–71, dessen Verbleib unbekannt ist. Von der Straße führt ein breiter Weg in der Achse des Zwischenbaus auf die Schulen zu. Beiden Schulen vorgelagert ist eine breite Wegefläche. Wege- und Vorgartenfläche werden auch der Funktion eines Vorplatzes gerecht. An dem die Straße begleitenden Fußweg steht eine geschnittene Lindenreihe. Dieser Freiraum trägt einer repräsentativen Erschließung beider Schulen über den Mittelbau Rechnung und hat insbesondere durch den erhaltenen Baumbestand städtebaulichen Wert. Er wertet das Gebäude selbst stark auf und entspricht den um die Jahrhundertwende vorgenommenen, auf Repräsentation zielenden, großzügigen, begrünten Vorplätzen öffentlicher Bauten.
11. ↑  Beschreibung des Gartendenkmals am Schulgebäude Kirchstraße 29 (Ragnhild Kober-Carrière, 2014):
Die Grünfläche im Südosten der Mittelschule (Einweihung der Schule 1901) ist im Zusammenhang mit der Fläche vor der benachbarten Grundschule (Einweihung der Schule1864) zu sehen. Ein „Kosten-Anschlag der Anlage bei den Schulen zu Bischofswerda von Max Bertram, Kgl. Gartenbaudirektor Blasewitz b. Dresden“, befindet sich in den Akten des Stadtarchivs. Es ist also davon auszugehen, dass im Zusammenhang mit der Anlage des benachbarten, von Max Bertram entworfenen Parks, auch die Freifläche dieser Schule von Bertram geplant wurde. Erst mit dem 1914/15 errichteten Mittelbau, der die beiden Schulen miteinander verbindet, ist der große Schulkomplex baulich vollendet worden. Von diesem Mittelbau aus, dem eine große Terrasse vorgelagert ist, wird die Mittelschule wie auch die Grundschule über je eine zur Terrasse führenden Freitreppe sowie von der Terrasse zu je einem Eingang führende weitere Treppe erschlossen. Aus diesen Bauphasen des Schulkomplexes resultiert die heutige Gestaltung der als Vorgarten anzusprechenden Grünfläche. Messtischblätter von 1905, 1916 und 1932 weisen eine, durch axiale Wege geteilte Fläche im Südosten des Schulkomplexes aus. Die Gliederung in drei rechteckige Teilflächen wie auch der alte Baumbestand blieb erhalten. Umgrenzt werden die Vorgartenflächen der Schulen von geschnittenen Hainbuchenhecken. Am Fußweg der Straße steht eine geschnittene Lindenreihe. Die vor der Mittelschule liegende Vorgartenfläche ist durch einen axialen Zugangsweg geteilt, der zu dem breiten, den Schulen direkt vorgelagerten Weg führt. Die beiden Vorgartenflächen der Mittelschule werden durch Solitärbäume (Eiche, Linde, Buche, Silberahorn) geprägt. Auf der nordöstlichen Teilfläche wurde ein Sowjetisches Ehrenmal Anfang der 1950er Jahre eingefügt. Die kleine Platzfläche des Ehrenmals wird über einen Stichweg erschlossen. 36 kleine Gräber und zwei Familiengräber gehören zu der Gedenkstätte. Auf dem Ehrenmal steht eine russische Aufschrift (übersetzt: „Mai 1945 – Ewiges Gedenken den Helden, die für die Freiheit und Unabhängigkeit unserer sozialistischen Heimat gefallen sind“). Der Vorgarten der Mittelschule hat im Zusammenhang mit der dem Schulkomplex vorgelagerte Gesamtfläche, die eine repräsentative Erschließung beider Schulen über den Mittelbau Rechnung trägt, und insbesondere durch den erhaltenen Baumbestand städtebaulichen Wert. Sie wertet das Gebäude selbst stark auf und entspricht den um die Jahrhundertwende vorgenommenen, auf Repräsentation zielenden, großzügigen, begrünten Vorplätzen öffentlicher Bauten.
12. ↑  Beschreibung des Gartendenkmals am Klengelweg (Ragnhild Kober-Carrière, 2014):
Über den Klengelweg gelangt man aus der Stadt zu der Ausflugsgaststätte mit Aussichtsturm (1859–60 errichtet) auf dem Butterberg. Dieser Weg ist der alte Verbindungsweg von Bischofswerda nach Burkau. 1861 ist eine „Laube mit Linden bekrönt“ an ihm nachzuweisen. Auf Karten wird dieser Punkt mit „d. 5 Linden“ (1883) und mit „5 Linden (Klengels Ruh)“ am „Lämmerberg“ (1905) bezeichnet. Von diesem Punkt ergeben sich Aussichten nach Stolpen und Bautzen. 1901 wurde an dem Weg auf Initiative der Ehefrau des Waldwärters Hermsdorf eine Lindenallee gepflanzt. In Teilabschnitten ist diese Allee erhalten. Etwa in der Höhe der Kamenzer Straße Nummer 60 bis zur Carl-Maria-von-Weber-Straße und weiter nach Norden bis zur Rudolf-Renner-Straße ist sie im Verlauf des Klengelweges weitestgehend als zweireihige Lindenallee vorhanden. Von der Rudolf-Renner-Straße bis zum Pickauer Dorfweg besteht die Allee nur noch als einseitige Nachpflanzung (Ost-Seite). Vom Pickauer Dorfweg bis Klengels Ruh stehen Reste der Allee. Bei Klengels Ruh sind Reste der fünf Linden (zwei Linden und zwei Baumstümpfe) zu finden. Ein an der Straße liegender Findling, der hier 1959 aufgestellt wurde, trägt die Aufschrift „Klengels Ruh“. Am Ende des Klengelweges, bei „Klengels Ruh“, geht der heute als Straße ausgebaute „Klengelweg“ in die Straße „Burkauer Weg“ über. Von Klengels Ruh aus steht an der Westseite des Burkauer Weges noch eine Reihe der Allee, die sich bis zum Waldrand erstreckt. Im Wald verläuft die Straße weiter nach Norden bis zu den Anlagen der Gaststätte am Butterberg. In diesem Abschnitt stehen an den Straßenrändern Reste einer Allee, die an den Straßenbiegungen besonders wirkungsvoll sind. Die in der freien Landschaft weithin sichtbare Allee, wie auch die weiten Ausblicke von dieser Allee in die umgebende Landschaft sind für ihren landschaftsgestaltenden Wert hervorzuheben. Die um 1800 beginnende Wanderbewegung und der damit verbundene Ausbau von Wegen und Aussichtplätzen finden mit dem Bau von Ausflugsgaststätten und Aussichtstürmen seinen Höhepunkt. Die Bepflanzung dieser Wege mit Baumalleen diente gleichfalls der Aufschmückung der Landschaft und ist in die Bestrebungen der Landesverschönerung einzuordnen.
13. ↑  Beschreibung des Gartendenkmals Neuer Friedhof (Ragnhild Kober-Carrière, 2014):
Der „Neue Friedhof“, der weit außerhalb, östlich der Stadt liegt, wurde am 17.9.1905 als neuer Gottesacker der evangelischen Kirchgemeinde Bischofswerda eingeweiht. Ein leicht geschwungener kurzer Zufahrtsweg mit geschnittener Lindenallee führt von der Schmöllner Straße zum Eingangstor mit Pforte (2 profilierte Sandsteinpfeiler, einflügelige Tür und zweiflügeliges Tor aus Metallkonstruktion). Eingefriedet ist die Friedhofsanlage im Süden und zu 2/3 auch im Westen mit einer Klinkermauer. Die axialsymmetrische orthogonale Grundstruktur des Friedhofs schließt im Norden mit einem Hain ab. Die Hauptwegeachse mit Lindenallee führt vom Friedhofstor bis zu den 51 Soldatengräbern deutscher Soldaten, die in Lazaretten und Kämpfen im Mai/April 1945 im Raum Bischofswerda ums Leben kamen und die sich im Hain, vor dem Andachtsplatz befinden. Ein Gedenkstein (aufrecht stehender Findling) mit der Inschrift: „Den Gefallenen des II. Weltkrieges den Opfern von Flucht Vertreibung und Gewalt“ steht am Ende der Allee bei diesen Gräbern. Den Endpunkt der durch die Allee führenden Sichtachse bildet ein hohes Holzkreuz am Andachtsplatz. Eine parkähnliche Gestaltung zeigt der Hain, der von einem halbrunden Weg erschlossen wird und wertvollen alten Gehölzbestand aufweist (Schwarzkiefer, Lärche, Weymouthskiefer, Linde, Bergahorn, Spitzahorn und Rhododendron sowie Esche, Eiche, Buche und Robinie). Parallel zur Ostgrenze steht eine Fichtenreihe. An der Westgrenze wurden die Reste einer Koniferenreihe im Zuge der Mauersanierung gefällt. Wenige Solitärbäume stehen am Südrand des Haines (Linde, Buche) und in den rechteckigen Quartieren (Eiche, Weymouthskiefer, Birke, Linde). Alte Heckenstrukturen zeigen die beiden äußeren Quartiere in der NO- und NW-Ecke der regelmäßigen Anlage. Weiterer älterer Baumbestand befindet sich außerhalb des Friedhofs auf der Fläche zwischen Südmauer und Schmöllner Weg. Die großzügig geplante Friedhofsanlage führt mit einer traditionellen regelmäßigen Anlage und einem für die Jahrhundertwende modernen Hain zwei Gestaltungsprinzipien zusammen. Der sich im Hain unter freiem Himmel befindende Andachtsplatz mit hohem Holzkreuz bildet das Zentrum der Anlage. Der ihn umgebende alte Baumbestand des Haines hat für die Raumbildung besonderen Wert. Der Friedhof ist sowohl ortsgeschichtlich als auch im Bereich des Haines gartenarchitektonisch wertvoll. In der Gesamtanlage hat er gartenhistorischen Wert.
14. ↑  Beschreibung des Gartendenkmals Tierpark (Ragnhild Kober-Carrière, 2014):
Der am 31. August 1957 anlässlich der 730-Jahrfeier der Stadt eröffnete „Kleintierpark“ geht auf die Initiatoren, Baurat Eduard Candrian, Siegfried Nützsche und Fritz Grafe zurück und wurde im Nationalen Aufbauwerk (NAW) in dem ehemaligen Garten der Villa Huste im Südwesten des Wassergrabens auf- und ausgebaut. 1961 übernahm die Stadt den Tierpark und ernannte am 5. April 1964 Siegfried Nützsche zum ersten Tierparkdirektor. Ein Pavillon (Holzkonstruktion) und der Baumbestand des einstigen Villengartens wurden in die für die 50/60er Jahre typische Gartengestaltung einbezogen (vgl. Tierpark-Plan von 1960). Von diesem ersten Bauabschnitt (bis 1967) sind die Vogelvolieren und die Granitmauer am Südwestufer des zum Ententeich 1965 ausgebauten Hustegrabens erhalten. Anlässlich der 740-Jahrfeier der Stadt wurde 1967 auf dem benachbarten Gelände der ehemaligen Töpferei Schreier nach Entwürfen des Architekten J. Klemmer der zweite Bauabschnitt (bis 1977) angelegt und eröffnet. Der erste Brückenbau (1967), die Koniferenpflanzungen, ein Rundweg, eine Terrassenanlage (bezeichnet mit 1967) mit Einfassungsmauer aus Granitsteinmauerwerk, einer Platzfläche aus Betongehwegplatten und Pflanzschalen sowie der Eselstall mit Gehege (1968) und das Wolfsgehege (bezeichnet mit 1969) sind aus dieser Zeit erhalten. Der 1968 eingeweihte neue Eingangsbau an der Sinzstraße wurde 2010 abgebrochen. Einen „Radschlagender Pfau“ (Volkskünstlerin: Margarete Müller) setzte man 1970 in den damaligen neuen Eingangsbereich. Eine zweite Tierplastik (Bronzebär) befindet sich auf der zentralen Rasenfläche des ersten Bauabschnittes. Von der alten mächtigen Rotbuche des ehemaligen Hustegartens, die von einer Rundbank umgeben ist, wurde 1981 ein Sämling gepflanzt. Der Tierpark trägt Zeugnis vom Nationalen Aufbauwerk der DDR und hat sozialpädagogisch hohen Wert. Die 50er- und 60er-Jahre Gartengestaltung ist heute noch in der baulichen und vegetativen Substanz, neben den in den letzten Jahrzehnten vorgenommenen Um- und Ausbauten der Tiergehege, erhalten und ablesbar. Damit kommt dem Tierpark eine ortsgeschichtliche, gartengeschichtliche und sozialgeschichtliche Bedeutung zu.